# Arquitectura renacentista checa

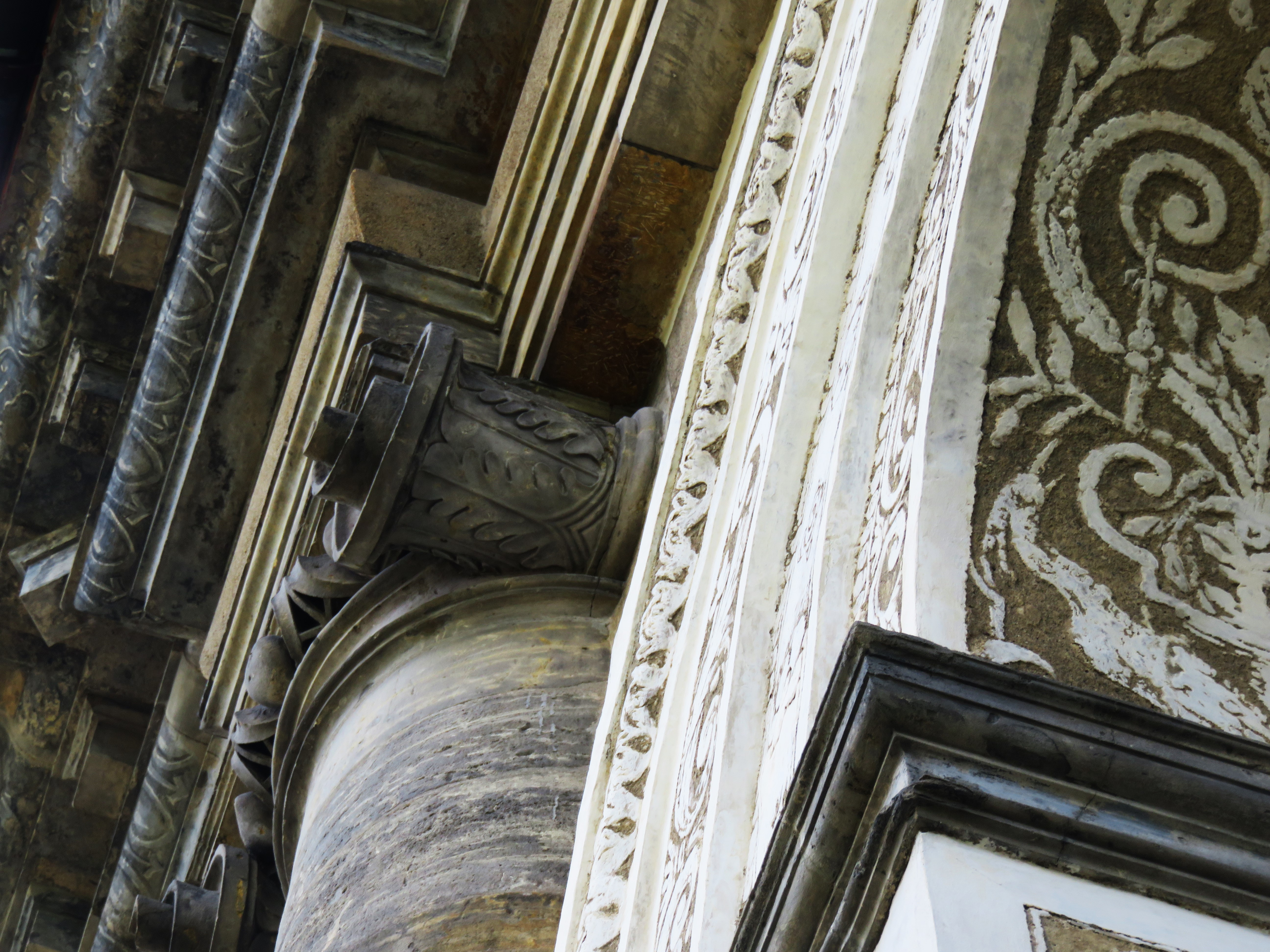
Detalle de la fachada del salón del «Juego de Pelota» del Castillo de Praga con esgrafiados y columna jónica, construido por Bonifác Wohlmut en 1569.

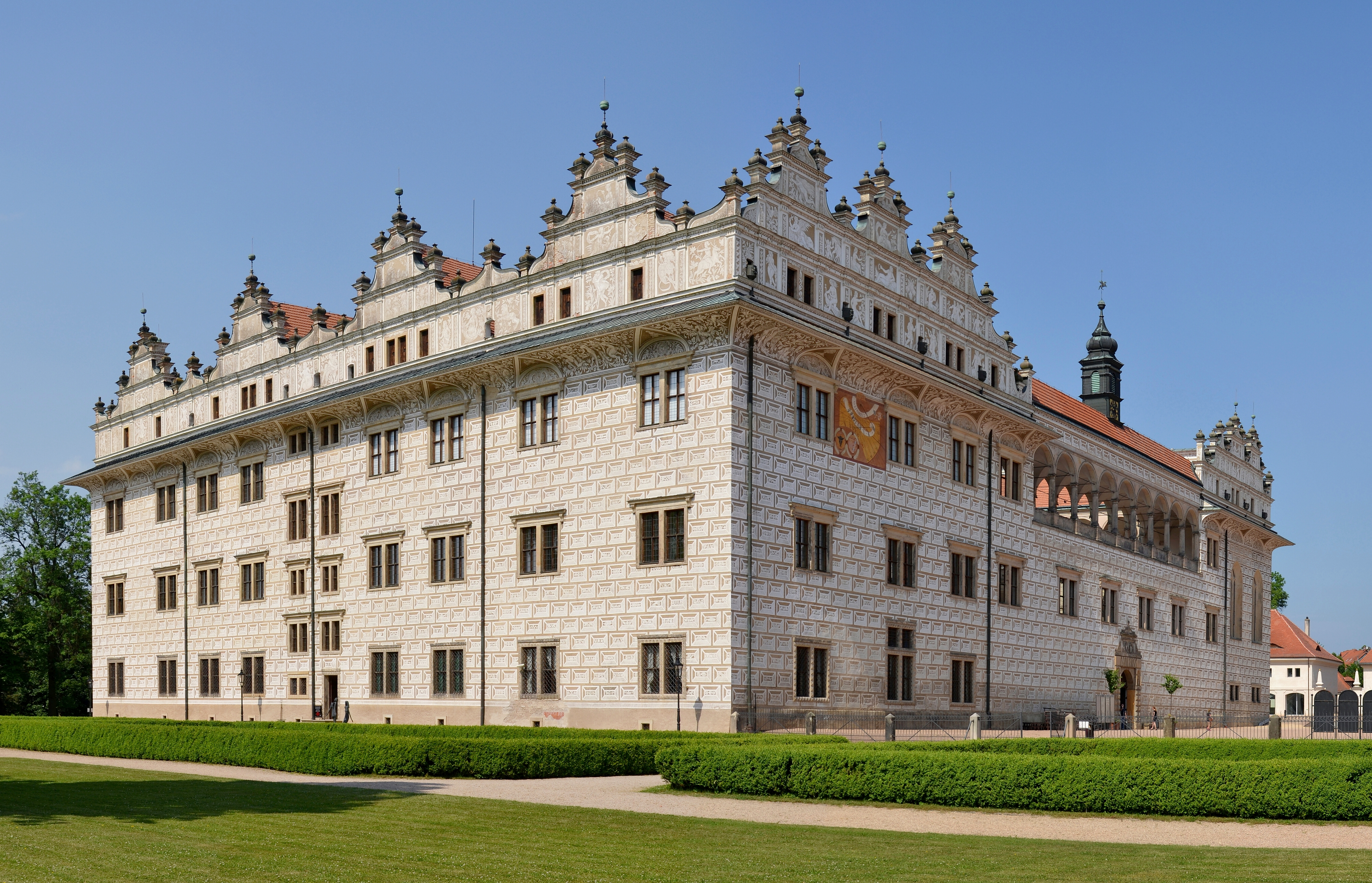
El Castillo de Litomyšl construido por Ulrico Aostalli en 1575-1581.

La arquitectura renacentista checa se refiere al período arquitectónico de principios de la era moderna en Bohemia, Moravia y Silesia Checa, que entonces comprendía la Corona de Bohemia y hoy constituye la República Checa. El estilo renacentista floreció en las tierras checas desde finales del siglo XV hasta la primera mitad del siglo XVII.
En la Corona de Bohemia, así como en otras partes de Europa Central, el estilo renacentista se aceptó más lentamente que en el sur de Europa y su desarrollo se retrasó en comparación con Italia. Fue en parte causado por la situación en el Reino después de las guerras husitas. La Reforma bohemia desconfiaba de las influencias procedentes de la Italia «papal» y respetaba más bien los valores cristianos expresados con el arte gótico más moderno. Por lo tanto, los primeros ejemplos de la arquitectura renacentista en las tierras checas se encuentran en los dominios de la aristocracia católica o del rey católico. El estilo renacentista apareció por primera vez en el Reino checo en la década de 1490. Bohemia —junto con sus tierras incorporadas, especialmente Moravia— se clasificó así entre las zonas del Sacro Imperio Romano Germánico con los primeros ejemplos conocidos de la arquitectura renacentista.
Las tierras de la Corona de Bohemia nunca fueron parte del antiguo Imperio romano, por lo que se perdió su propia herencia clásica antigua y tuvo que depender de los modelos principalmente italianos. Al igual que en otros países de Europa Central, el estilo gótico mantuvo su posición especialmente en la arquitectura de las iglesias. La arquitectura gótica tradicional se consideraba intemporal y por lo tanto capaz de expresar la eternidad de Dios o de enfatizar la larga tradición del lugar donde se utilizaba. La arquitectura renacentista coexistió con el estilo gótico en Bohemia y Moravia hasta finales del siglo XVI —por ejemplo, la parte residencial de un palacio se construyó en el estilo renacentista moderno pero su capilla se diseñó con elementos góticos—.
Las fachadas de los edificios renacentistas checos a menudo estaban decoradas con esgrafiados figurativos u ornamentales. El esgrafiado figurativo, así como los adornos en relieve, se inspiraban generalmente en la Biblia o en la mitología griega.

## Arquitectura secular

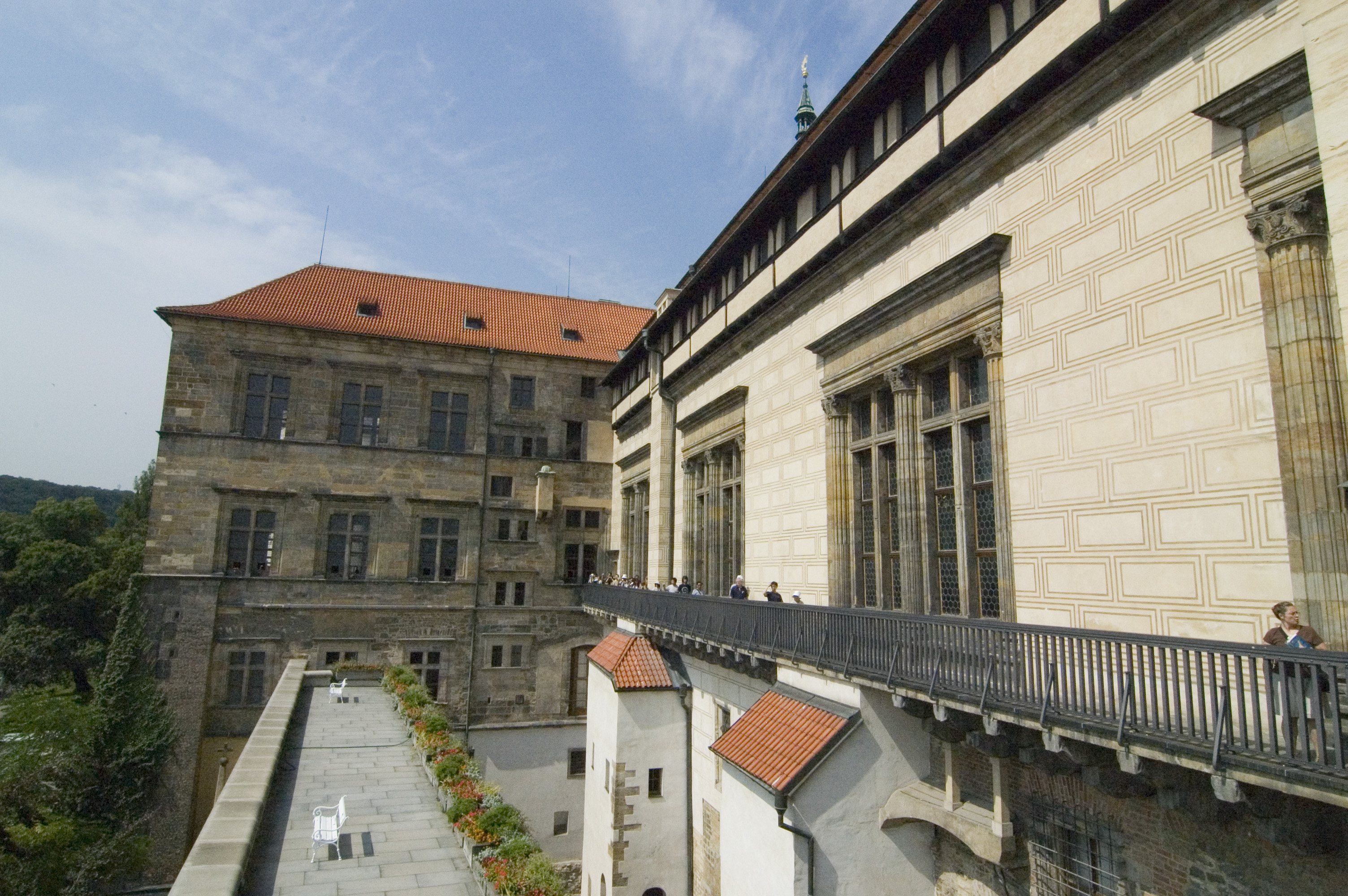
Antiguo Palacio Real de Praga con ventanas del salón de Vladislao y el ala de Ludvík al fondo, la primera residencia renacentista en Bohemia.

### Período jagellón
Los primeros elementos conocidos de la arquitectura renacentista en las tierras checas son los portales de dos residencias aristocráticas moravas en Moravská Třebová y Tovačov. Ambos datan de 1492. Al mismo tiempo, el Palacio Real del Castillo de Praga, en la capital del Reino de Bohemia, fue reconstruido bajo el mandato del rey Vladislao II de Bohemia y Hungría. La gran sala de ceremonias recién construida que lleva el nombre del rey (salón de Vladislao) está iluminada por una hilera de grandes ventanas rectangulares que son los primeros elementos arquitectónicos del renacimiento en Praga. Una de ellas lleva la fecha de 1493. El arquitecto del salón de Vladislav fue Benedikt Rejt, quien más tarde también construyó el ala Ludvík del Palacio Real (1503-1509), —en honor del rey Ludvík Jagellonský— que se considera el edificio del palacio renacentista más antiguo de Bohemia, aunque los techos fueron diseñados en forma de bóvedas de crucería góticas.
Aunque el estilo gótico siguió siendo el estilo principal en Bohemia durante la dinastía Jagellón (1471-1526), comenzó a mezclarse cada vez más con elementos renacentistas. Esta fase de la arquitectura checa se ha llamado a menudo gótico jagellón, pero también se puede considerar como la primera fase del estilo renacentista en Bohemia.

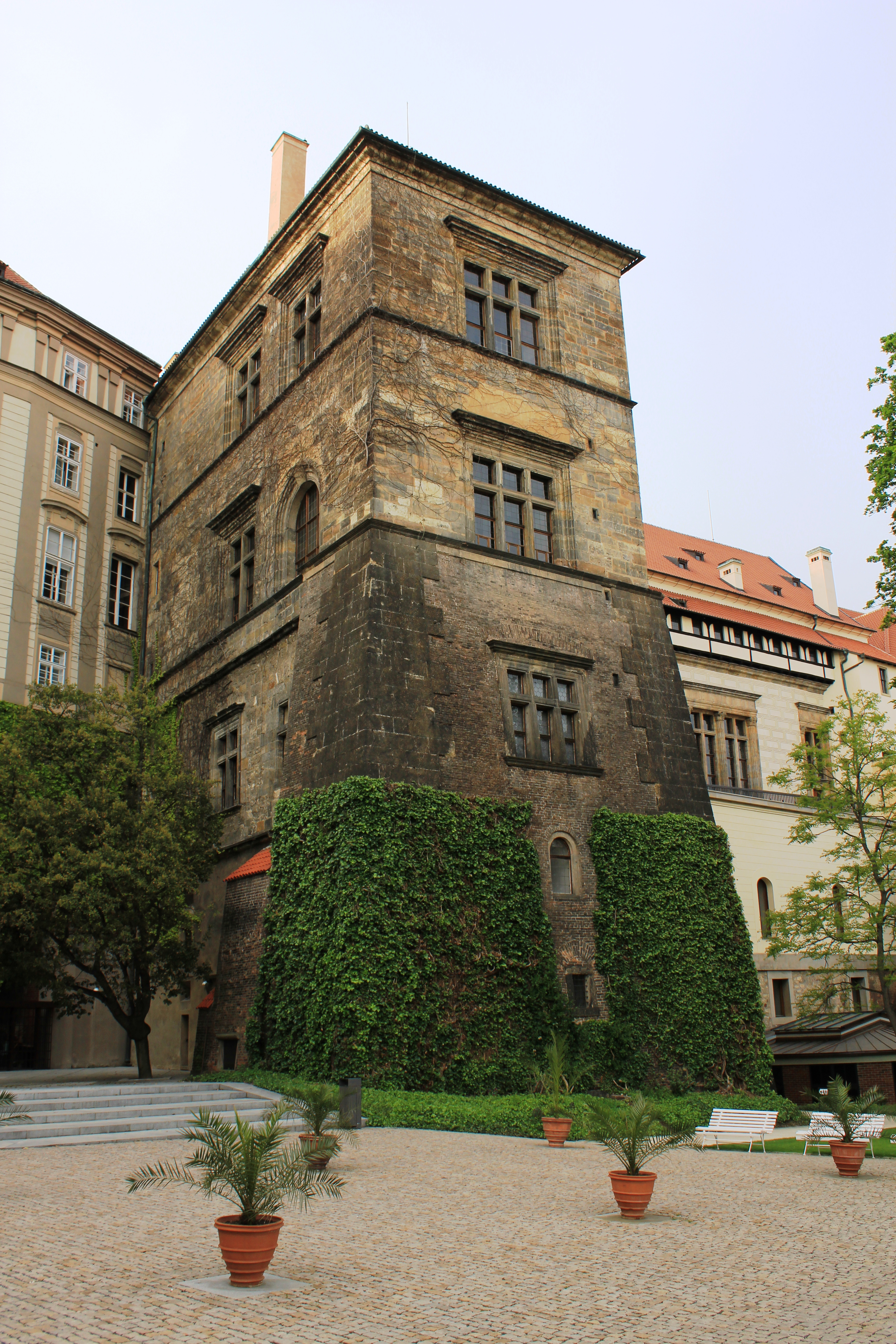
El ala de Ludvík en el castillo de Praga desde 1503 hasta 1509.
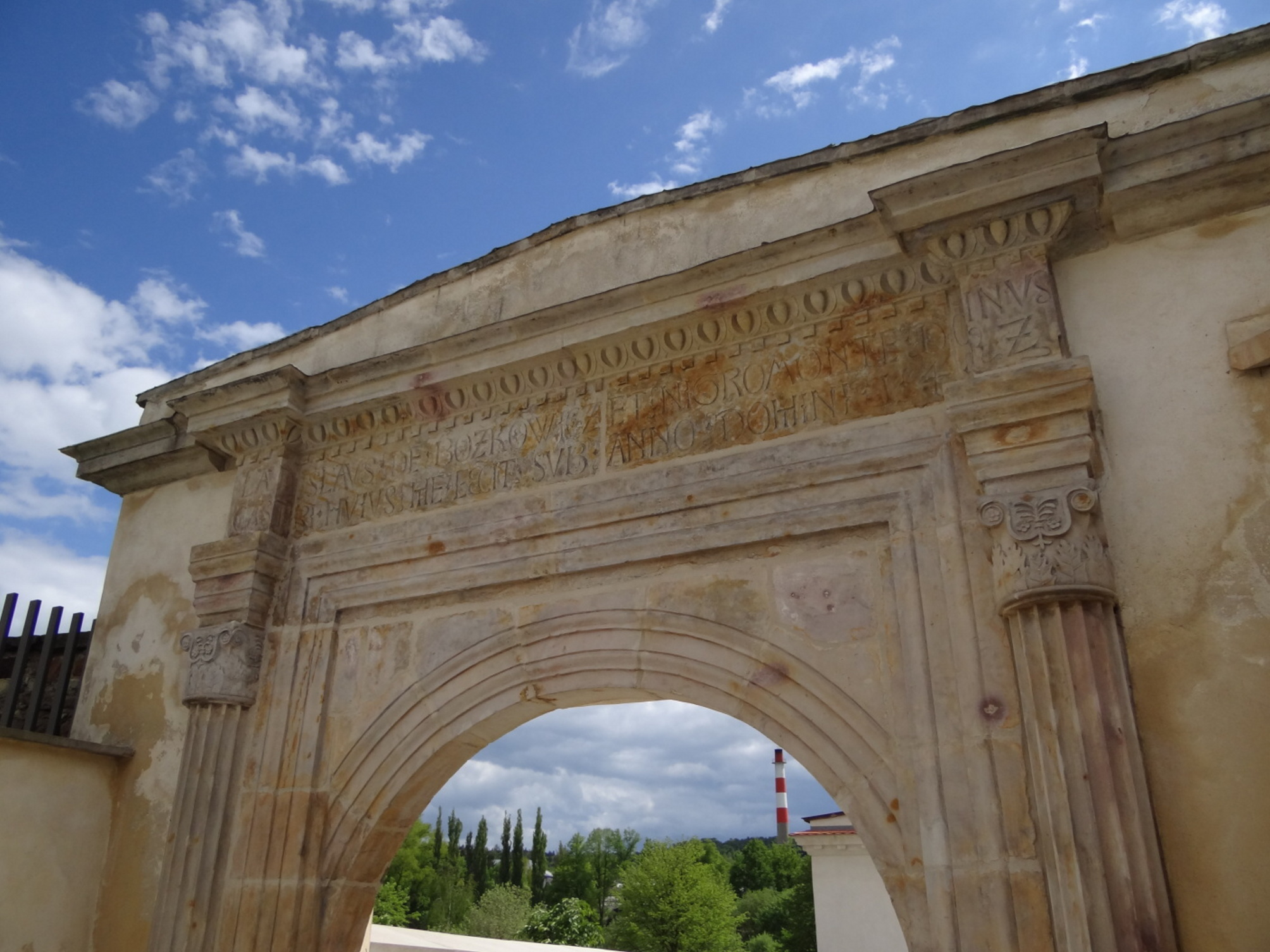
Portal del castillo de Moravská Třebová a partir de 1492.
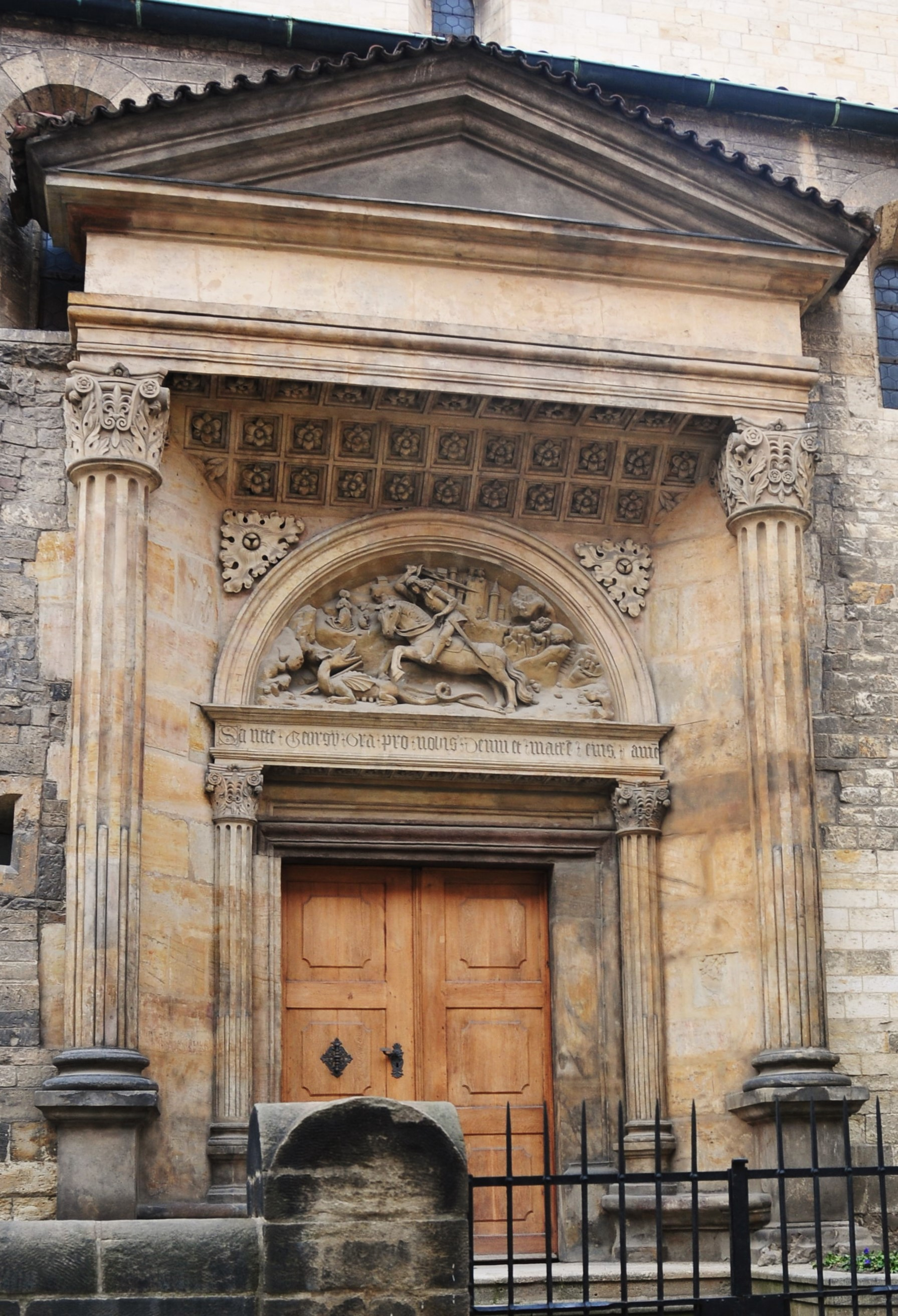
Portal de basílica de San Jorge de Praga en el castillo de Praga, alrededor de 1510.
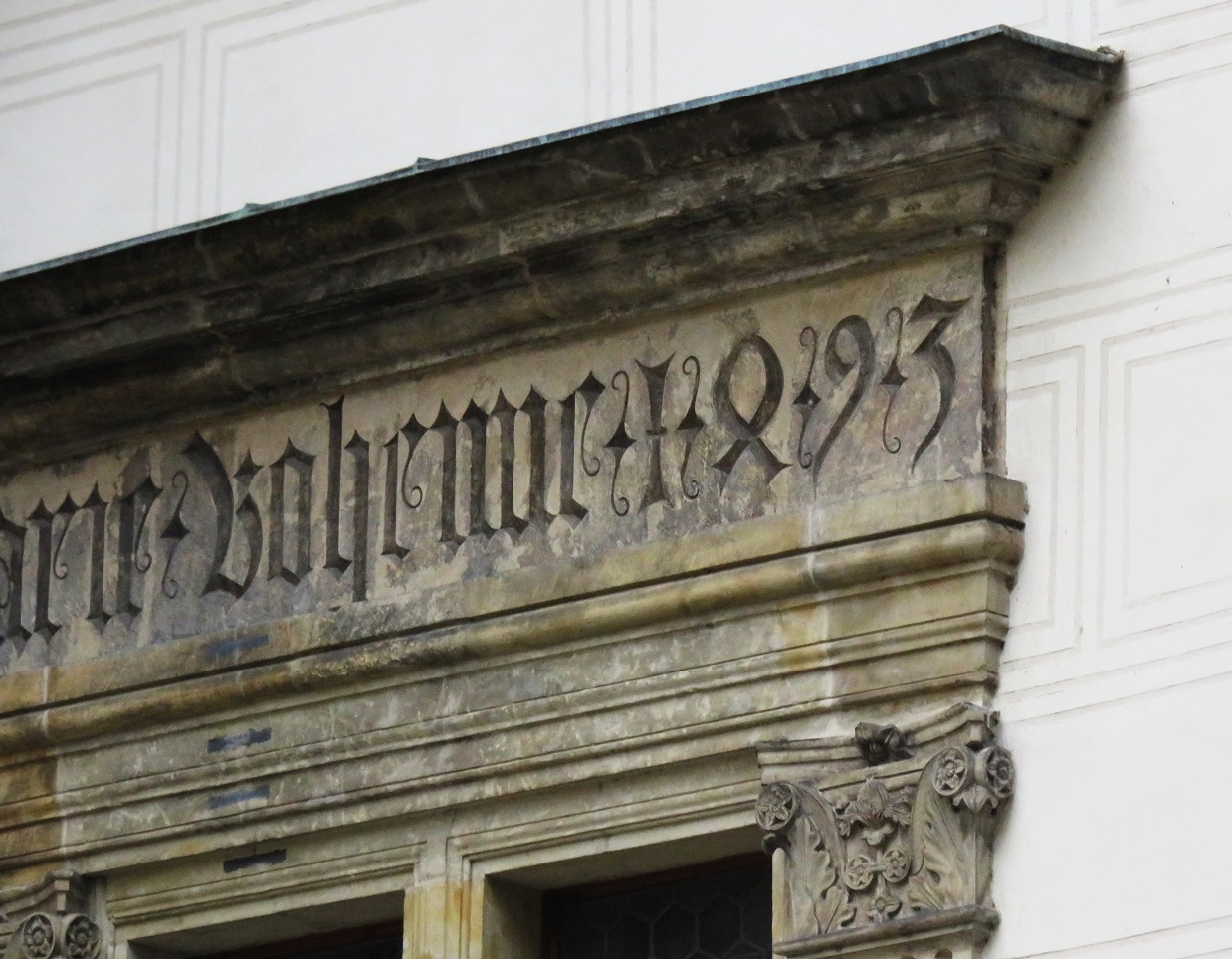
Fecha de 1493 en la primera ventana del renacimiento en Bohemia. Una de las ventanas del salón de Vladislao en el castillo de Praga.
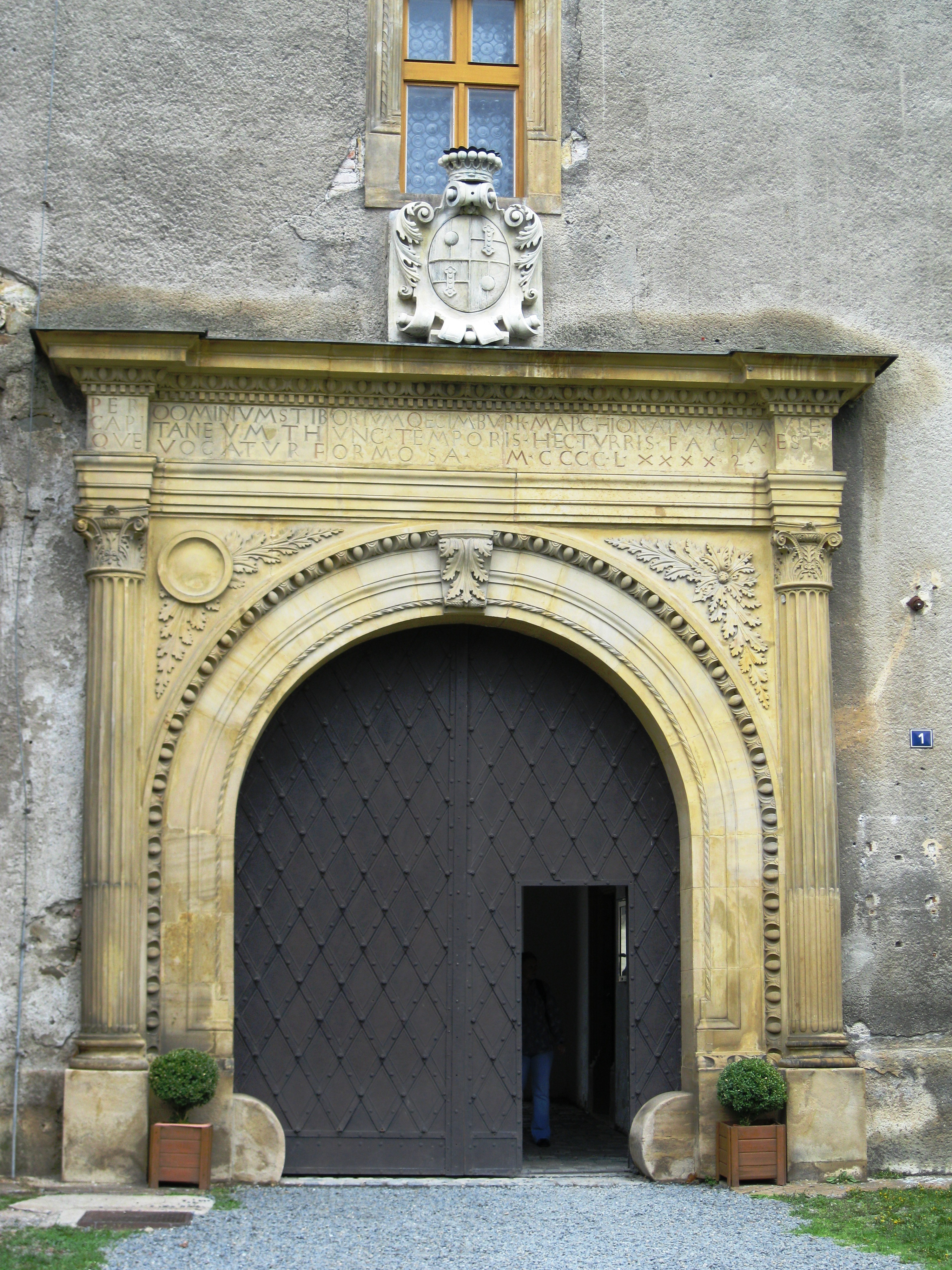
Portal en el castillo de Tovačov a partir de 1492.

### Periodo Habsburgo
La influencia directa de la arquitectura del Renacimiento italiano se produjo primero después de la adhesión de  Fernando I de Habsburgo al trono de Bohemia. En 1538-1563 Fernando construyó el Palacio Real de verano (también conocido como Belvedere), situado en el recién establecido Jardín Real del castillo de Praga. El Palacio de verano con decoraciones en relieve y arcadas en el sótano que soportan el gran balcón es considerado la muestra más pura de la arquitectura renacentista italiana al norte de los Alpes, aunque no tiene ningún modelo directo en Italia. Bajo su reinado en 1555-1558 se construyó otro palacio de verano (Lustschloss) para la familia real cerca de Praga en forma de estrella, el llamado Hvězda - casa de verano (checo: letohrádek Hvězda), que probablemente fue diseñado por el hijo del rey, el archiduque Fernando II de Austria. Los arquitectos renacentistas más importantes que trabajaron para la corte real e imperial en el castillo de Praga fueron Paolo della Stella y Bonifác Wolmut, y Giovanni Maria Philippi.

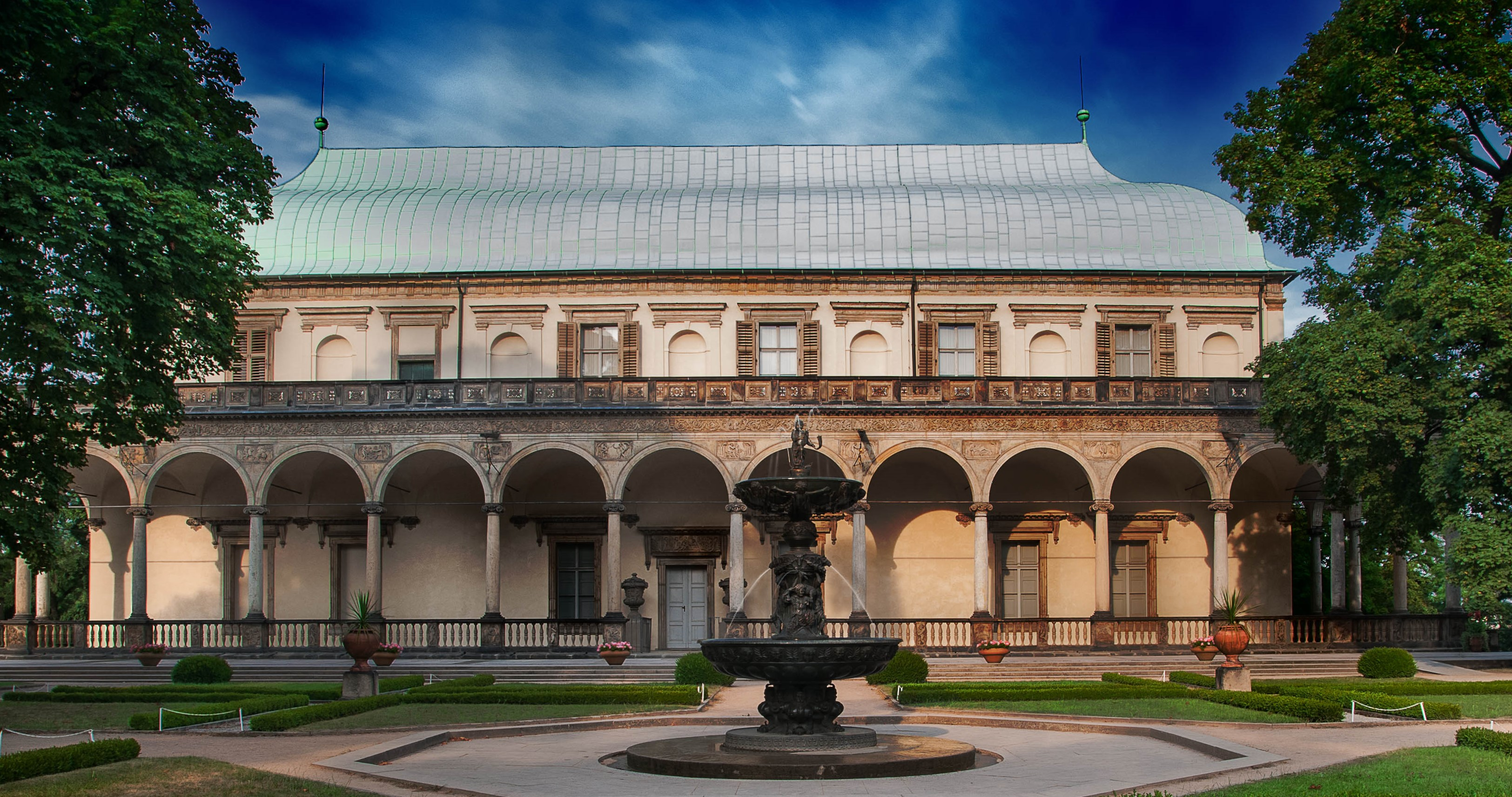
Palacio de verano en el Jardín Real del castillo de Praga (1538-1563)
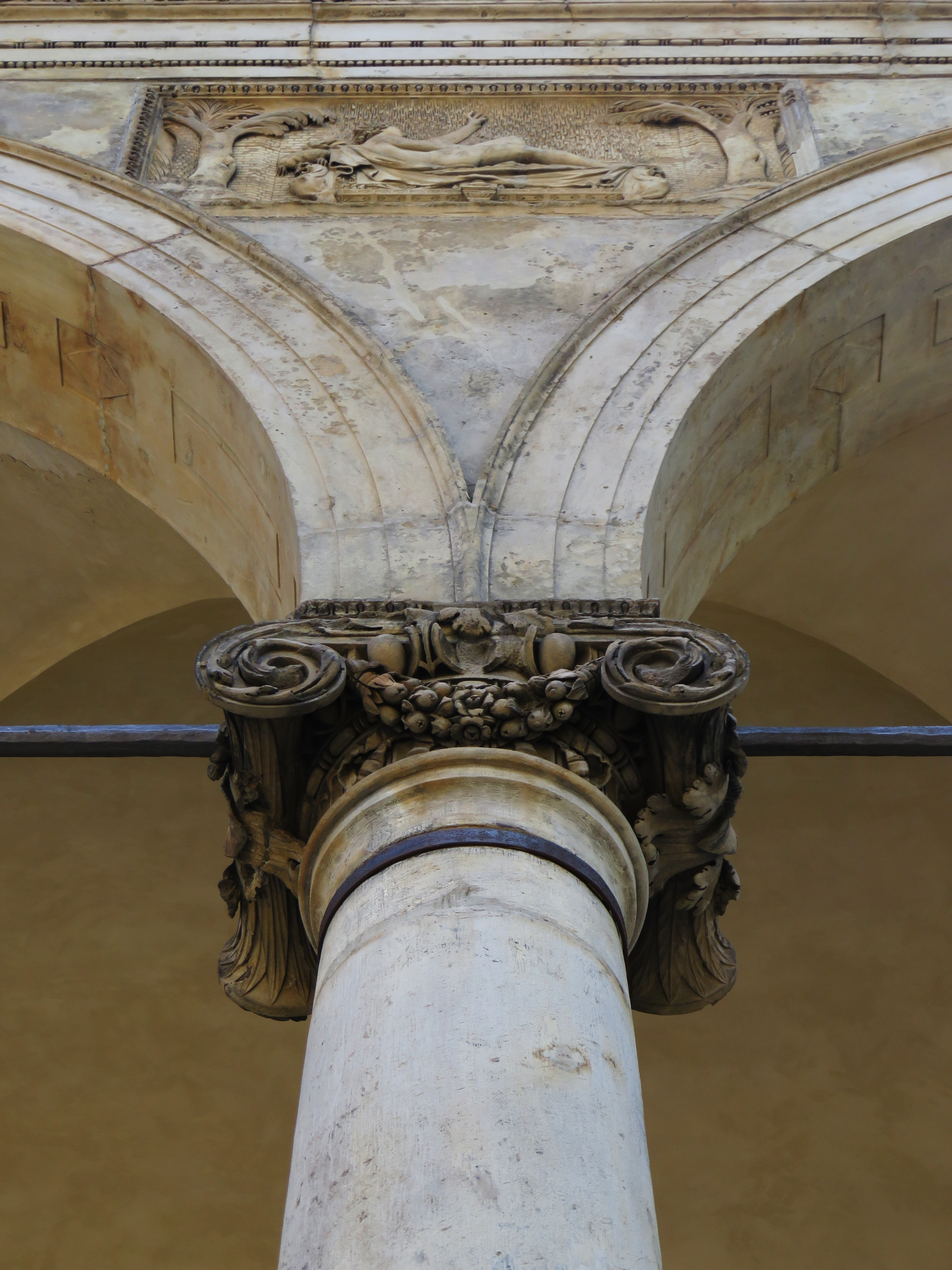
Detalle de la columna del palacio de verano.
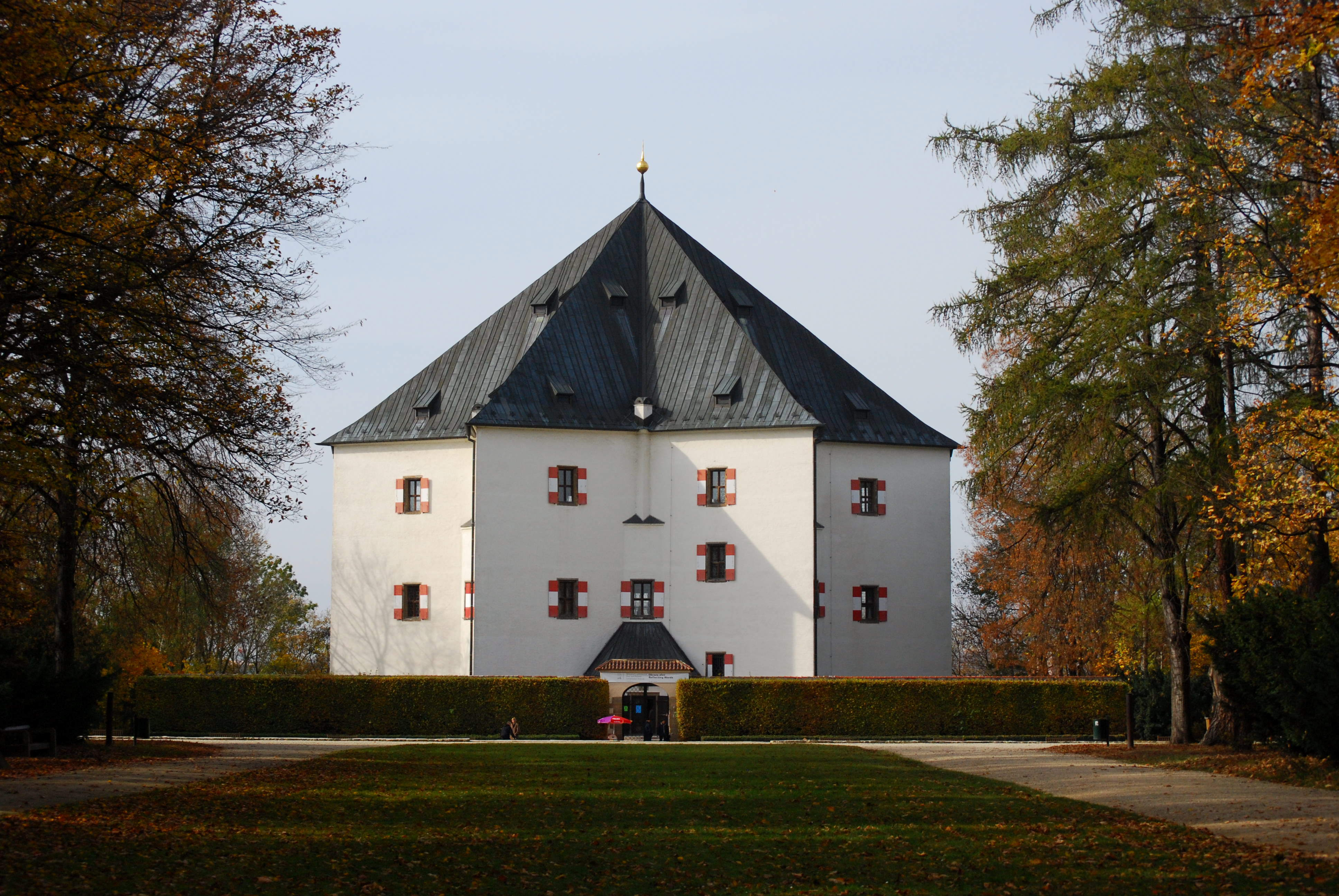
Hvězda,  casa de verano de la familia real construida en forma de estrella (1555-1558)
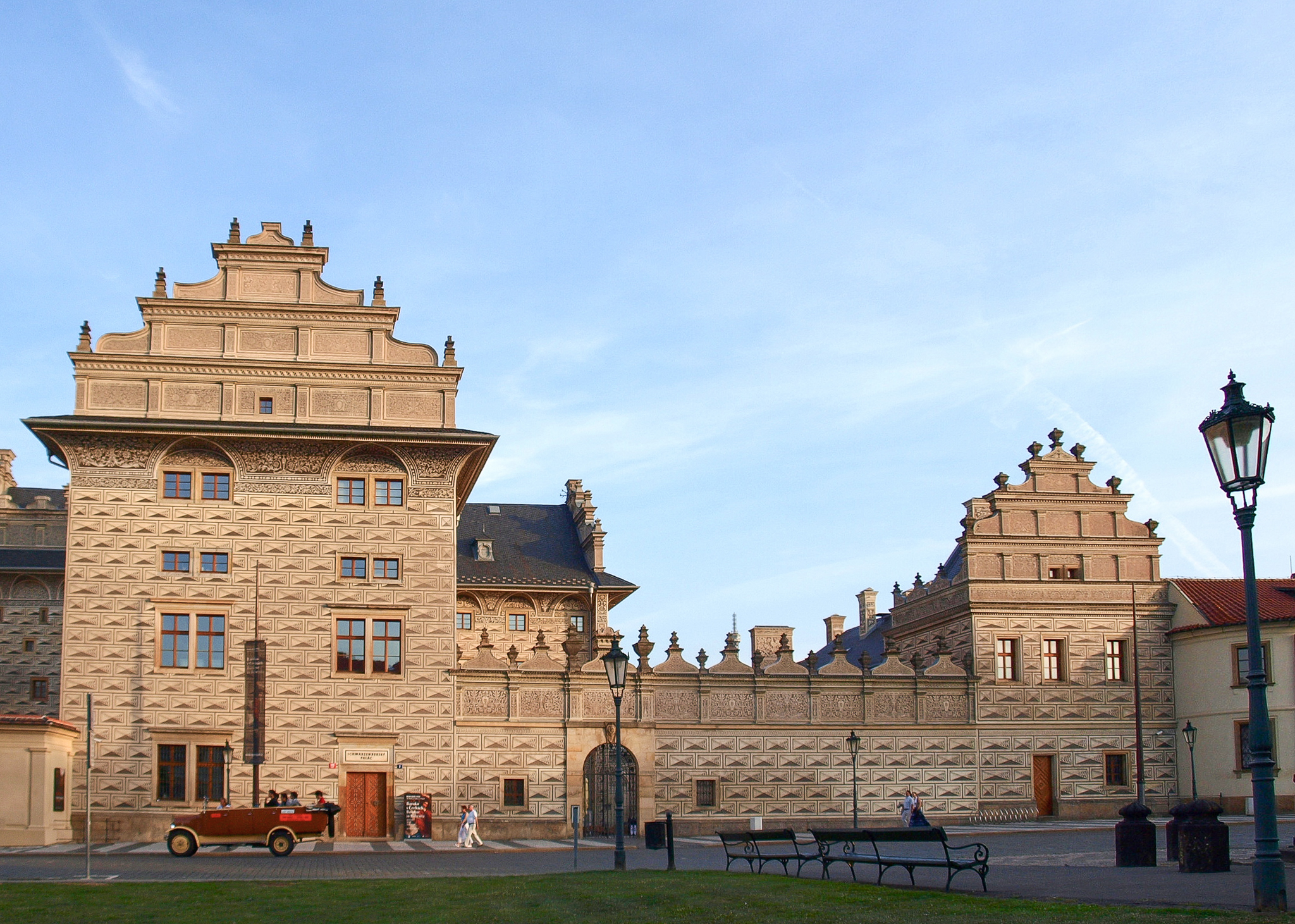
Palacio de Schwarzenberg, Praga (1545-1565)

La transformación de la Praga medieval en una ciudad renacentista fue acelerada por un gran incendio de la Malá Strana o «Ciudad Pequeña de Praga», Hradčany y del castillo de Praga en 1541. Después del incendio se reconstruyeron muchas casas originalmente cívicas en residencias aristocráticas, por ejemplo, el palacio de Schwarzenberg, el palacio de Martinica y el Palacio de los señores de Hradec, todos ellos con ricas fachadas esgrafiadas embellecidas.
En el siglo XVI, la nobleza educada en el humanismo pasó de los incómodos castillos góticos a los espaciosos castillos renacentistas recién construidos, con elegantes patios con arcadas y jardines dispuestos geométricamente con fuentes y esculturas. Se hizo hincapié en la comodidad y también aparecieron edificios con fines de entretenimiento, por ejemplo, salones de juego de pelota y casas de verano. Los castillos renacentistas checos más significativos son: Litomyšl, Telč, Český Krumlov, Kratochvíle, Jindřichův Hradec, Nelahozeves, Opočno, Pardubice, Horšovský Týn, Bechyně, Frýdlant, Velké Losiny, Benátky nad Jizerou, Benešov nad Ploučnicí, Kostelec nad Černými lesy, Kaceřov, Moravská Třebová y Bučovice.

Castillos renacentistas
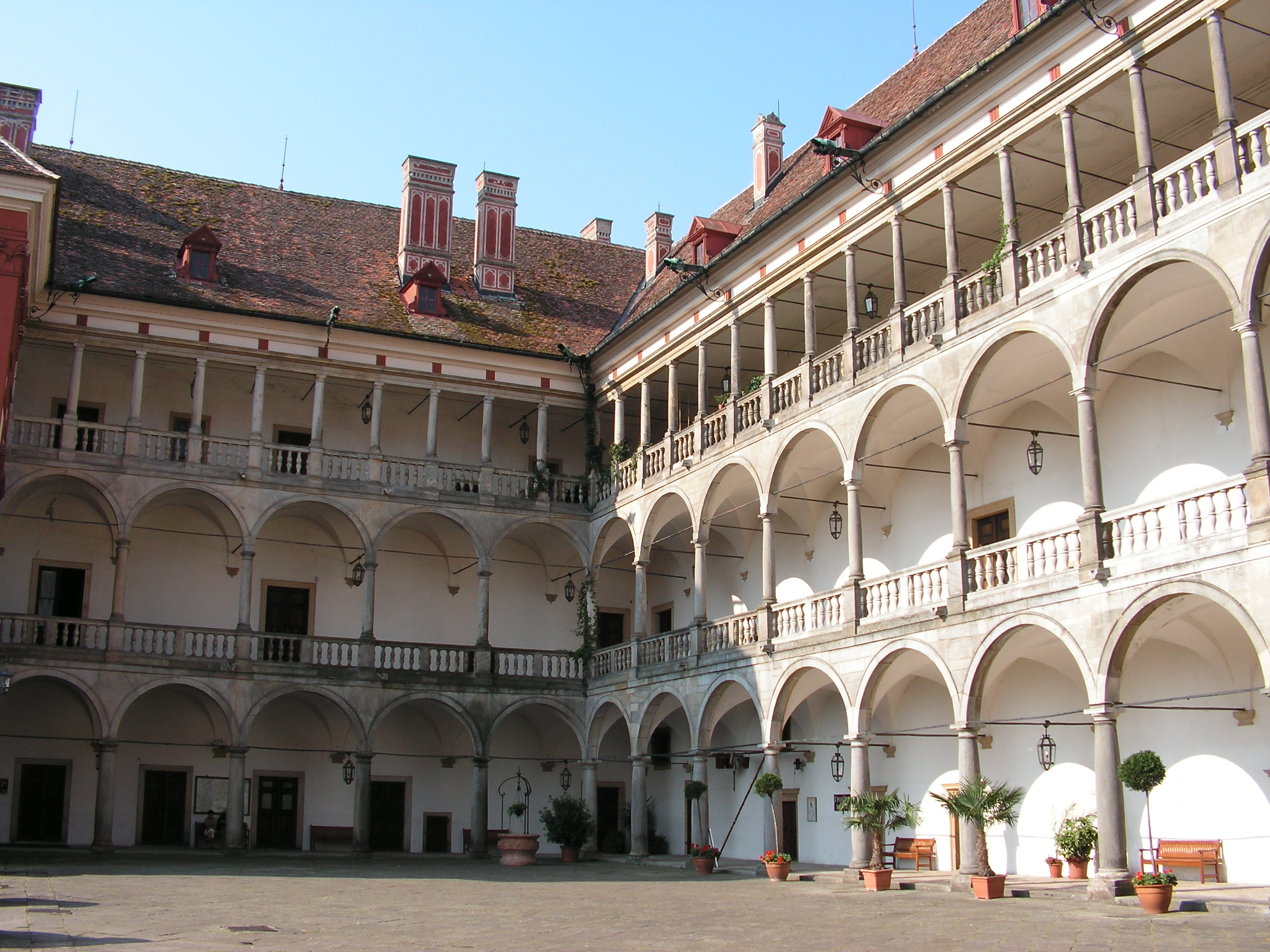
Arcadas del castillo Opočno.
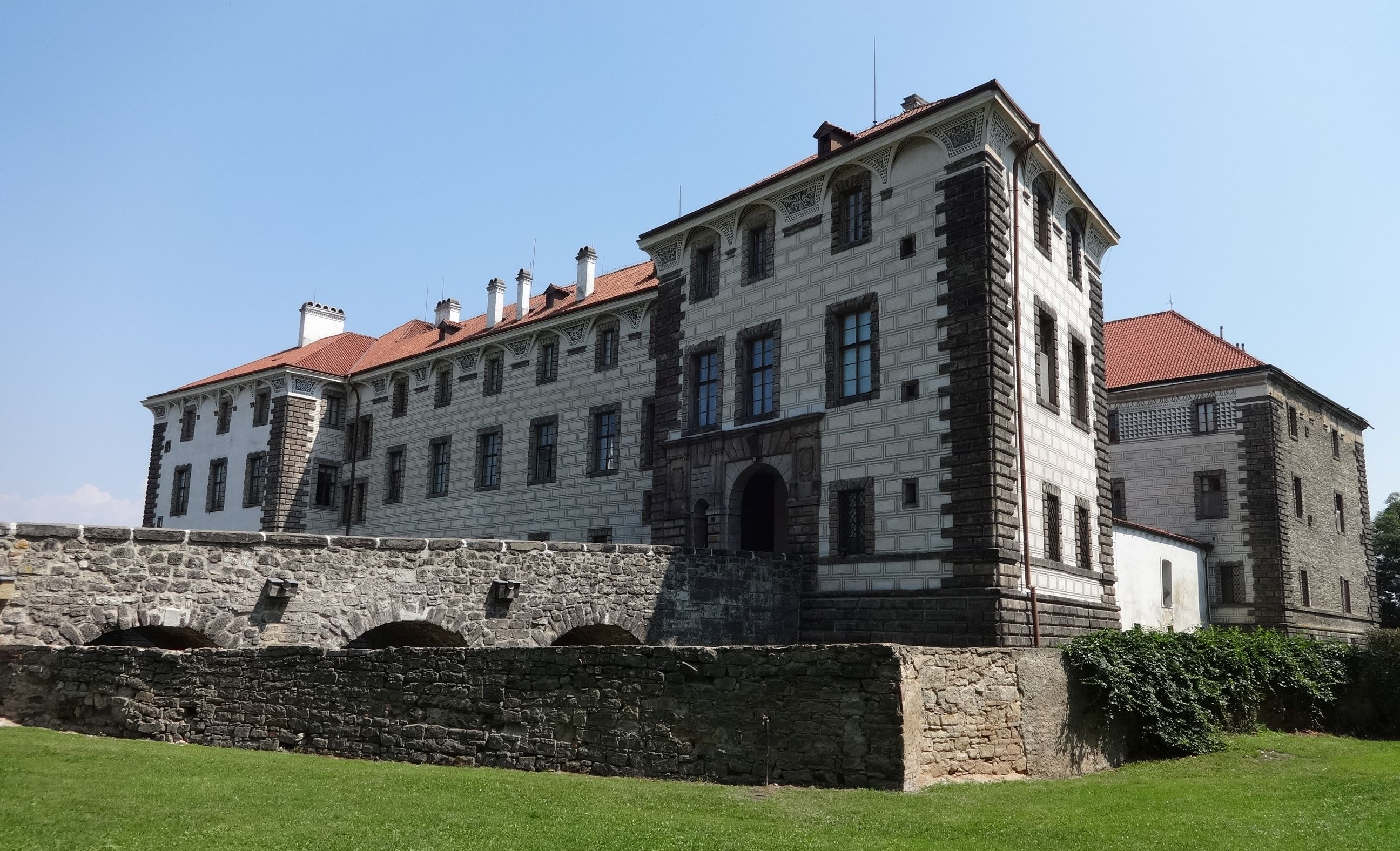
Castillo de Nelahozeves (1553-1614, luego reconstruido)
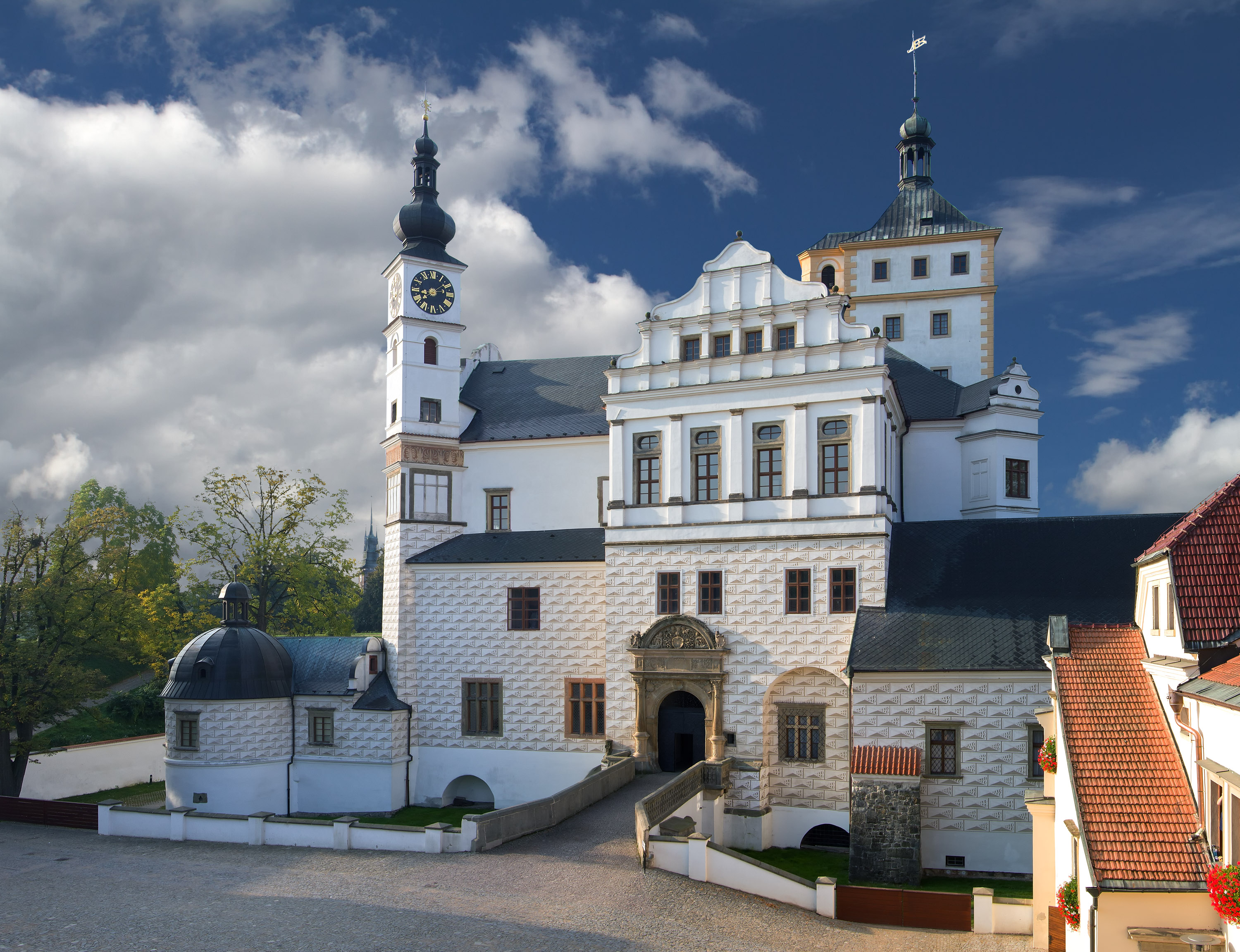
Castillo de Pardubice (renovado en 1574-1579)
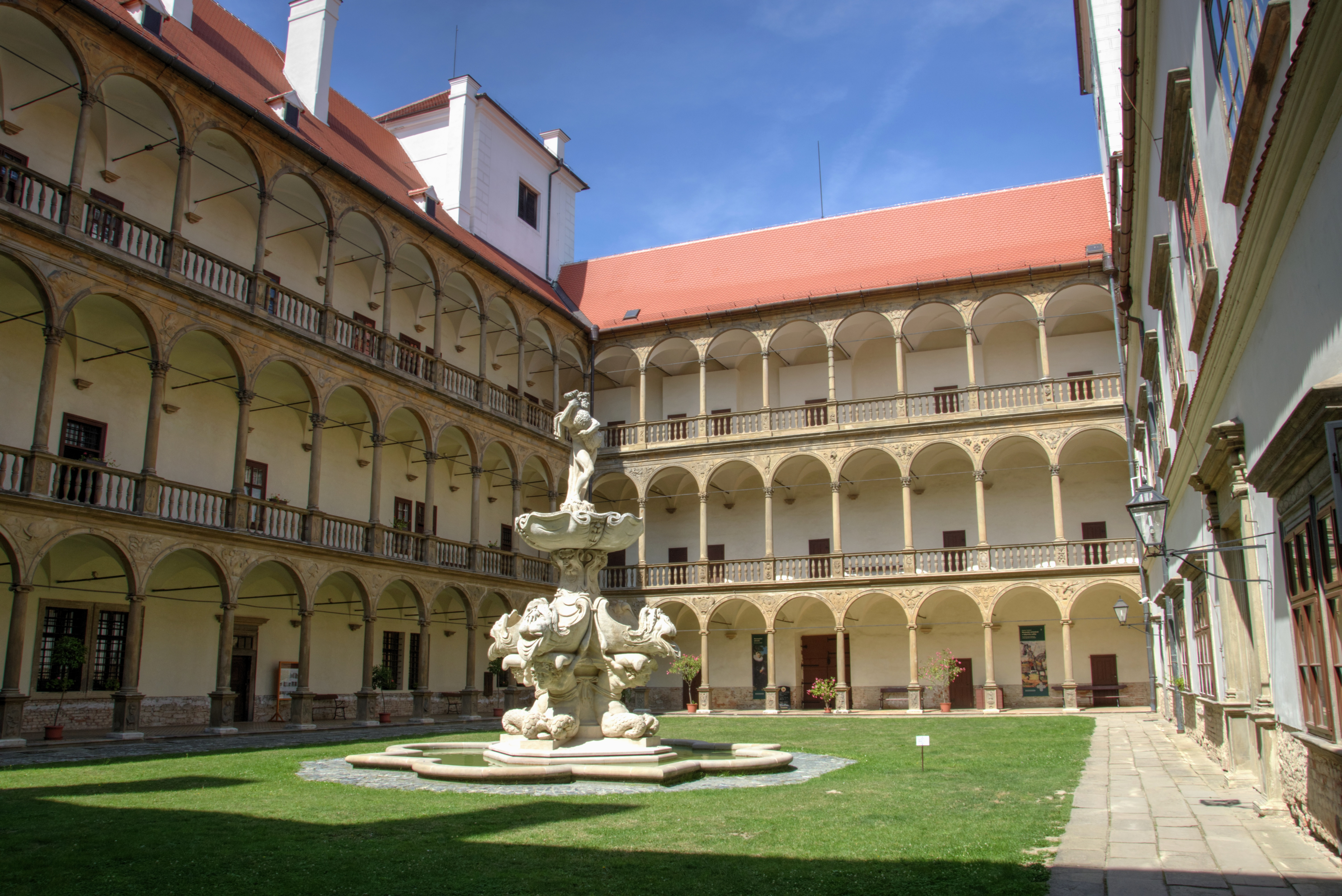
Castillo de Bučovice (1575-1585)
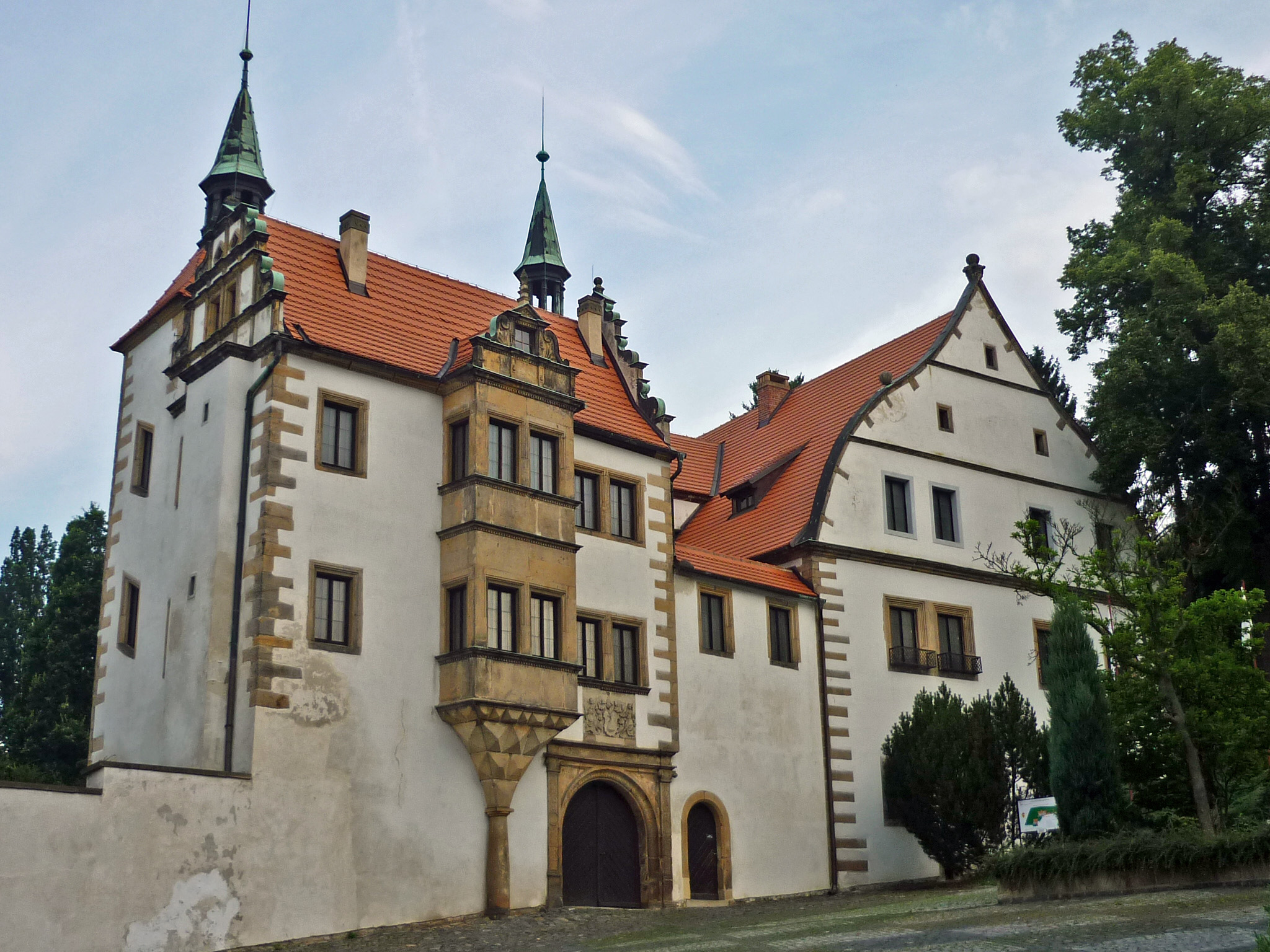
Castillo de Benešov nad Ploučnicí (Renacimiento sajón)

Las siguientes ciudades son famosas por su arquitectura urbana renacentista: Český Krumlov, Telč, Nové Město nad Metují, Jindřichův Hradec, Slavonice, Chrudim y Prachatice. Muchos ayuntamientos se construyeron en estilo renacentista, por ejemplo en Litoměřice, Nymburk, Prostějov, Volyně, Stříbro, Pilsen, Hradčany y la Ciudad Pequeña de Praga.
Durante el siglo XVI, arquitectos, constructores, albañiles y artistas italianos en general se hicieron muy populares en la Corona de Bohemia. Muy significativos fueron Ulrico Aostalli y Baldassare Maggi que trabajaron en Bohemia.
Durante el reinado de Rodolfo II del Sacro Imperio Romano Germánico, la ciudad de Praga se convirtió en uno de los centros europeos más importantes del arte del Renacimiento tardío (el llamado manierismo ). El arquitecto italiano Giovanni Maria Philippi reconstruyó y amplió el Nuevo Palacio Real del castillo de Praga para el emperador. Desafortunadamente, únicamente se han conservado algunas partes del mismo —Puerta de Matías, Sala española—. Rodolfo también construyó la iglesia de San Roque en Hradčany cerca del monasterio de Strahov. Un edificio muy importante del Renacimiento tardío de este período es la Capilla Italiana del Clementinum en la ciudad vieja de Praga.

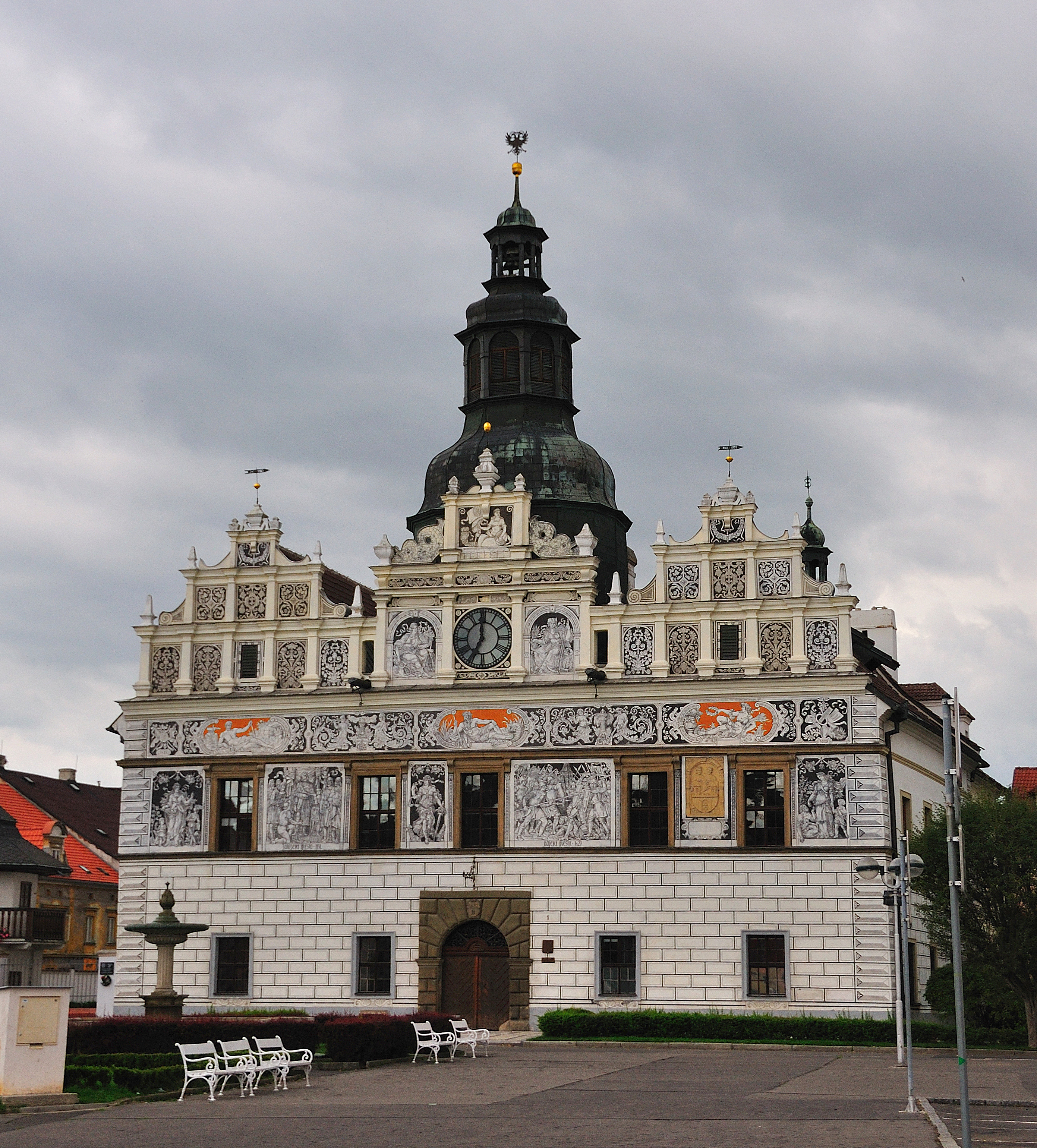
Ayuntamiento de Stříbro (Mies)
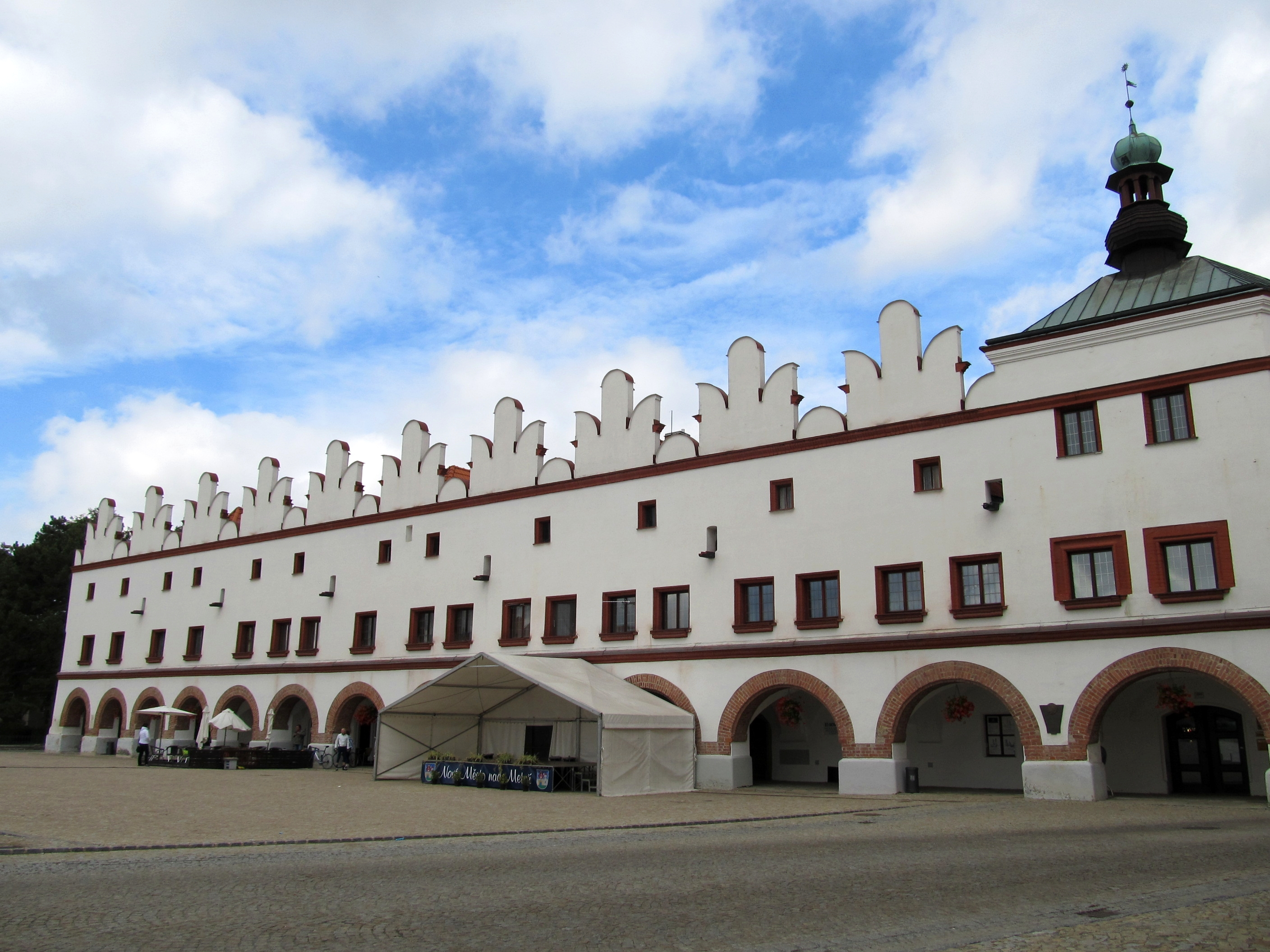
Hilera de casas renacentistas en Nové Město nad Metují
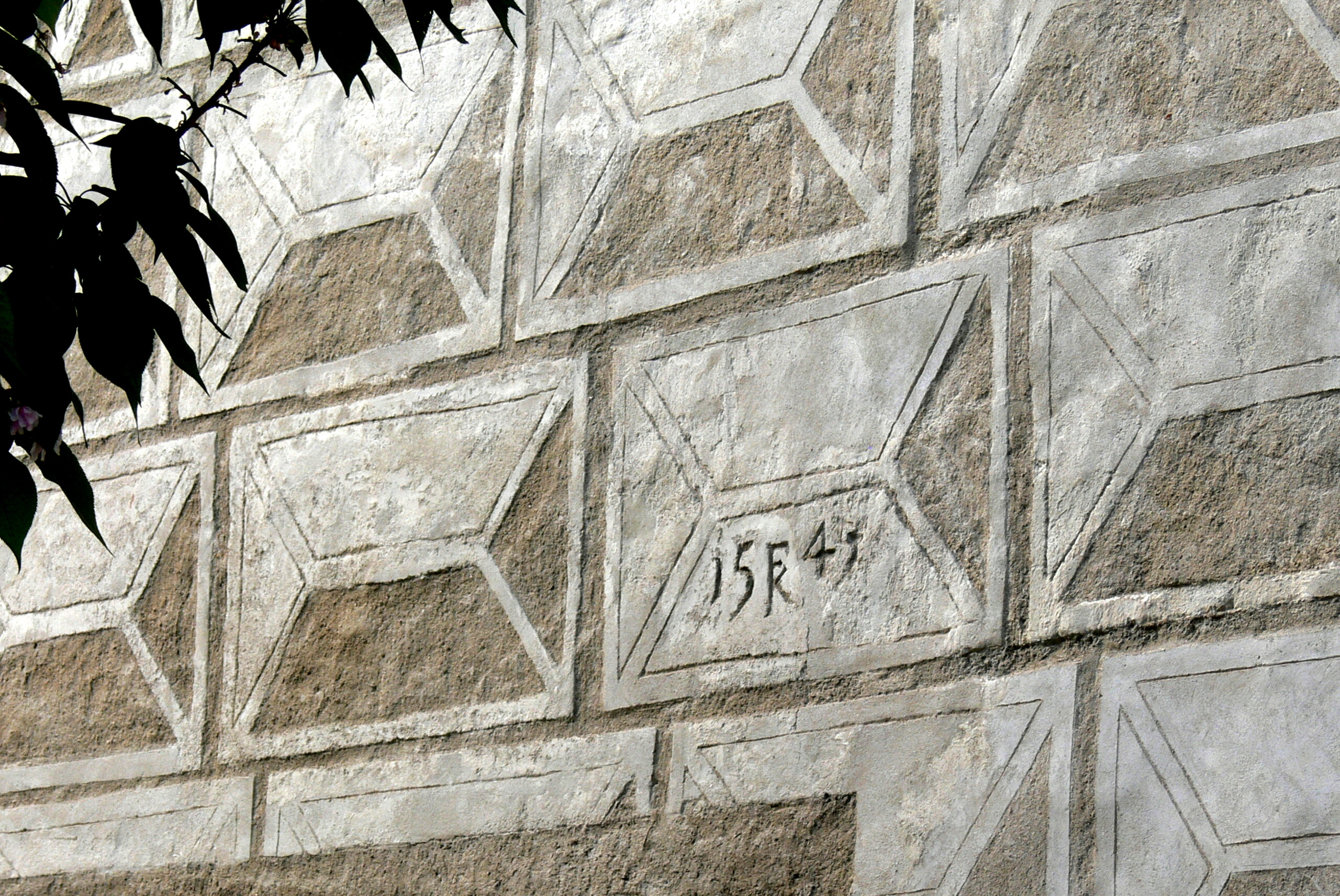
Esgrafiado de fachada en Slavonice con la fecha 1545
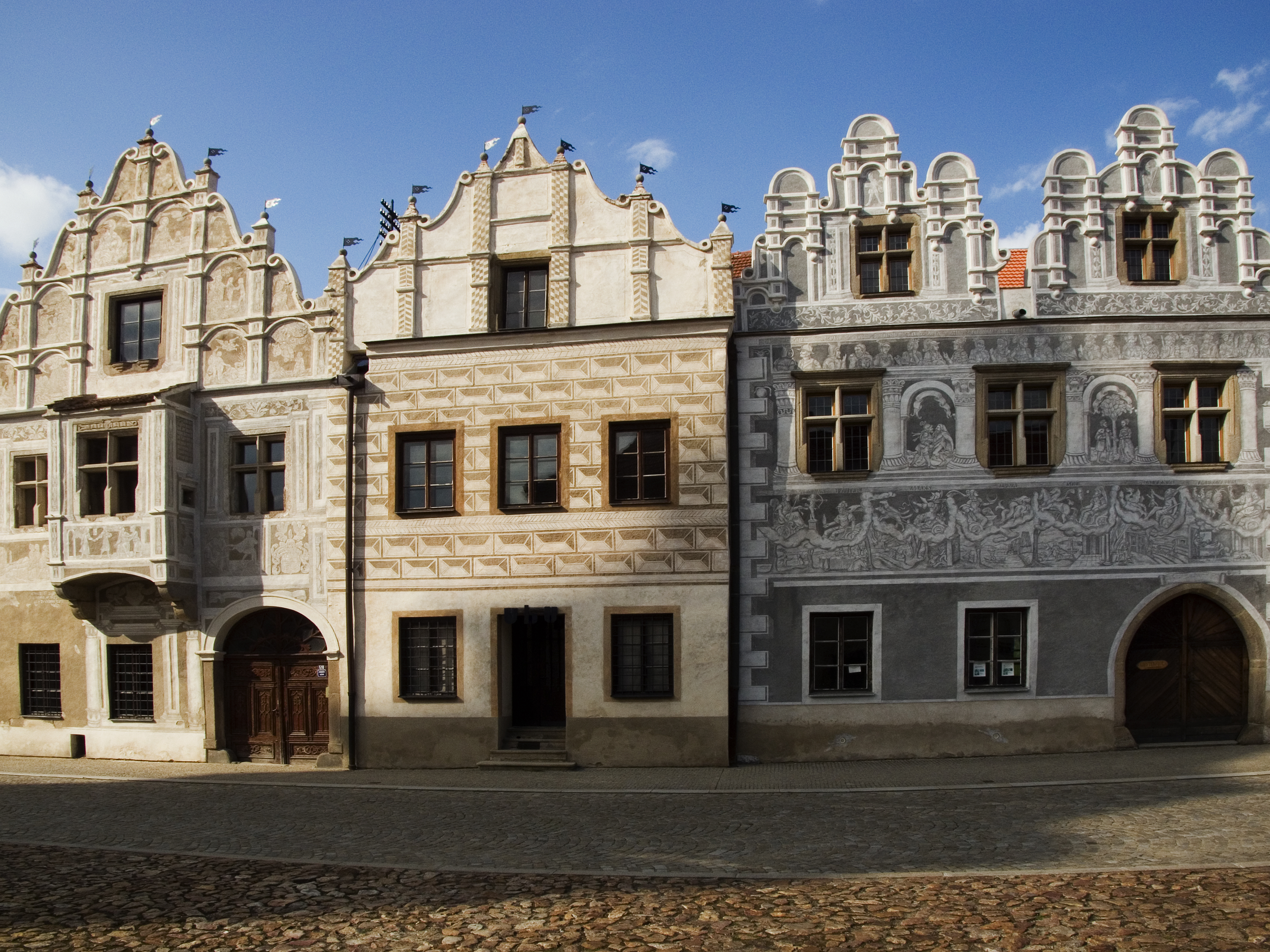
Casas en Slavonice
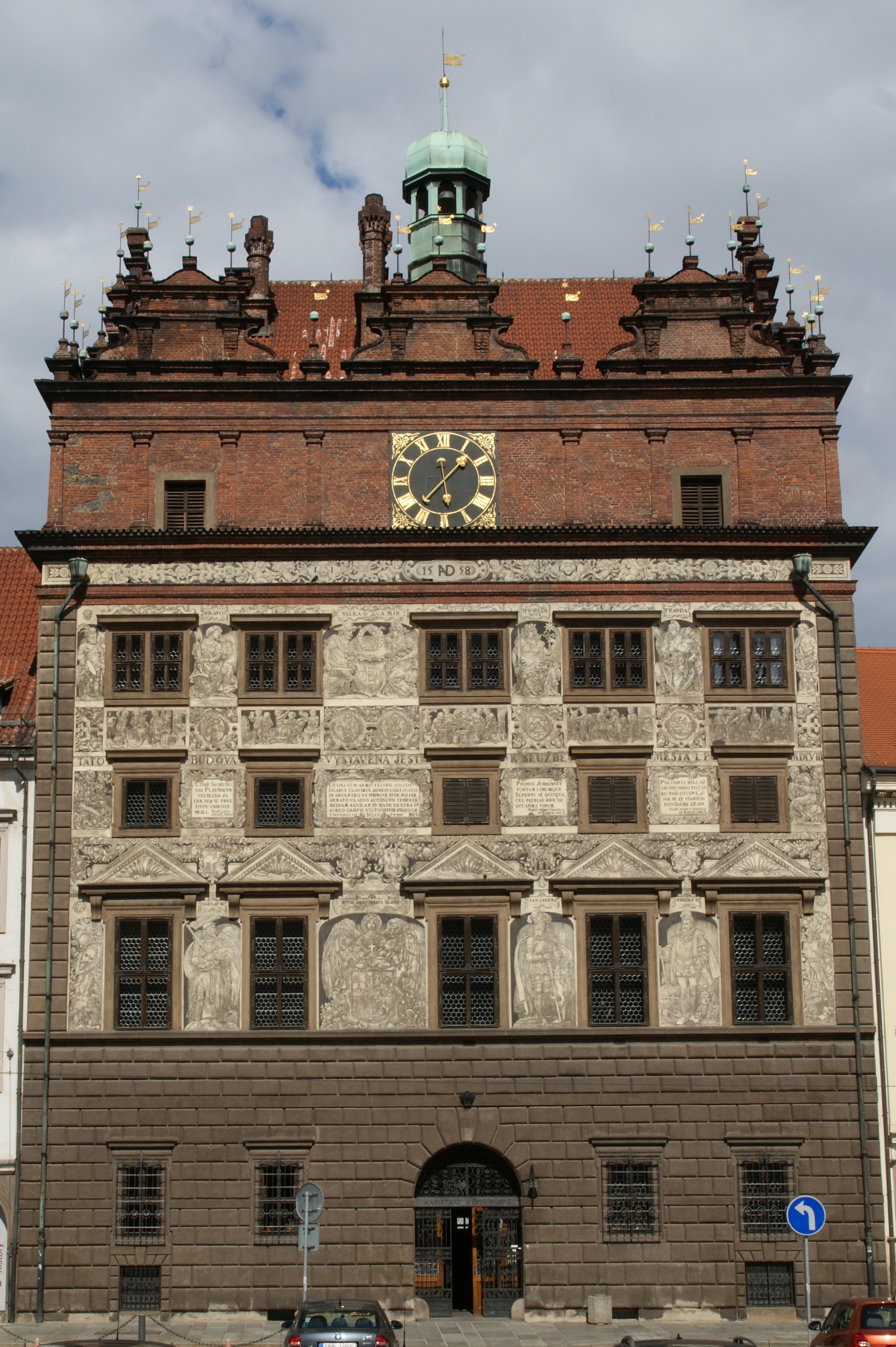
Ayuntamiento de Pilsen
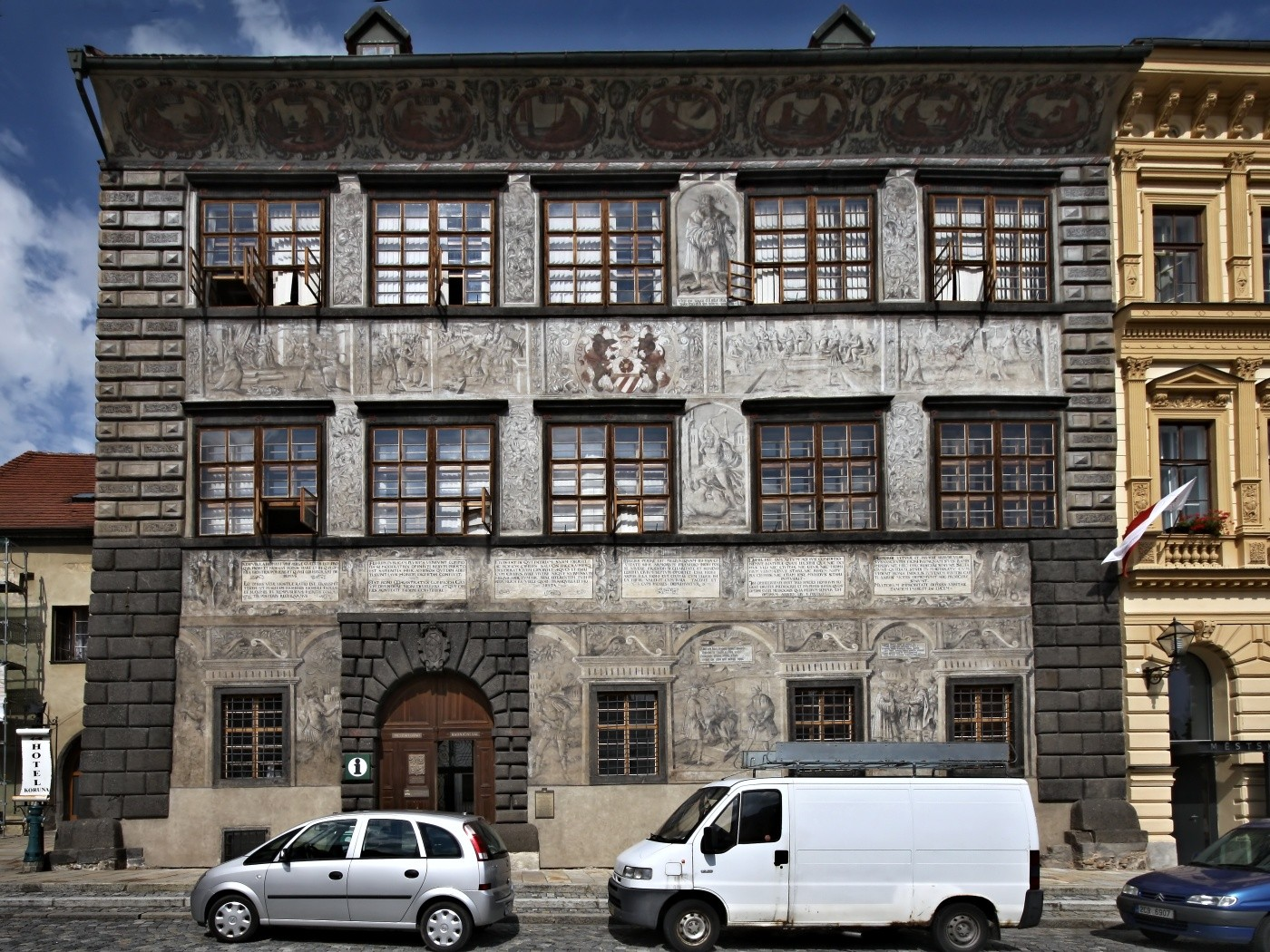
Ayuntamiento de Prachaticích

## Arquitectura sacra
Durante el Renacimiento, la posición de las instituciones eclesiásticas era muy débil en Bohemia como resultado de la Reforma bohemia. Durante las guerras husitas (1419-1434) muchos monasterios fueron destruidos o perdieron sus bienes. El arzobispado de Praga quedó vacante hasta 1561 y el obispado de Litomyšl dejó de existir. Sus propiedades fueron secularizadas. Hasta el siglo XVII las instituciones eclesiásticas en Bohemia no tenían suficientes recursos para financiar la construcción de nuevos edificios religiosos. Por lo tanto, la arquitectura sagrada renacentista es más rara que la arquitectura sagrada gótica o barroca en la Corona de Bohemia. La arquitectura monástica renacentista es bastante excepcional en Bohemia y Moravia. Las iglesias recién construidas durante el siglo XVI fueron patrocinadas en su mayoría por familias nobles, municipios y por la corte real.
Las iglesias del Renacimiento checo se inspiraban mucho en la arquitectura sagrada gótica. Durante el siglo XVI, las formas góticas se convirtieron en una expresión de lo sagrado. Las iglesias renacentistas a menudo combinan la arquitectura renacentista con algunos elementos góticos como las bóvedas de crucería o as tracerías de piedra en las ventanas.
En la iglesia de la Santísima Trinidad en Opočno los pilares corintios renacentistas están soportando una bóveda de crucería gótica construida en 1567. La iglesia renacentista luterana de Cristo Salvador en la Ciudad Vieja de Praga, construida en la década de 1610, tiene una planta tradicional y utiliza tracerías de piedra en las ventanas que en otros aspectos no se parecen a las ventanas góticas. La iglesia católica de San Roque fue construida entre 1602-1612 sobre una inusual planta compuesta.
En el período renacentista se completó la construcción de varias iglesias góticas. Las iglesias de Nuestra Señora de las Nieves y de la Asunción de María y de San Carlomagno en la Nové Město tienen sus techos actuales en forma de bóvedas de crucería góticas.
El arquitecto suizo-italiano de la iglesia de los Santos Pedro y Pablo en Volenice, Tomasso Rossi di Mendrizio, fue influenciado por la cultura bohemia local y diseñó una nueva bóveda de la iglesia inspirada en las bóvedas de crucería del gótico tardío. Otras iglesias notables del Renacimiento checo son la iglesia de los Santos Pedro y Pablo en Kralovice, la iglesia de San Martín en Měrotín, la iglesia de San Miguel en Branná, la iglesia de San Juan Bautista en Velké Losiny, la iglesia de San Wenceslao en Rudník y las iglesias de la Unidad de los Hermanos en Mladá Boleslav y Lipník nad Bečvou La capilla de San Juan Bautista en el Palacio arzobispal de Praga es una joya muy bien conservada de los interiores sagrados del Renacimiento en Bohemia. Otra preciosa capilla renacentista es la capilla de San Estanislao en la catedral de San Venceslao en Olomouc.

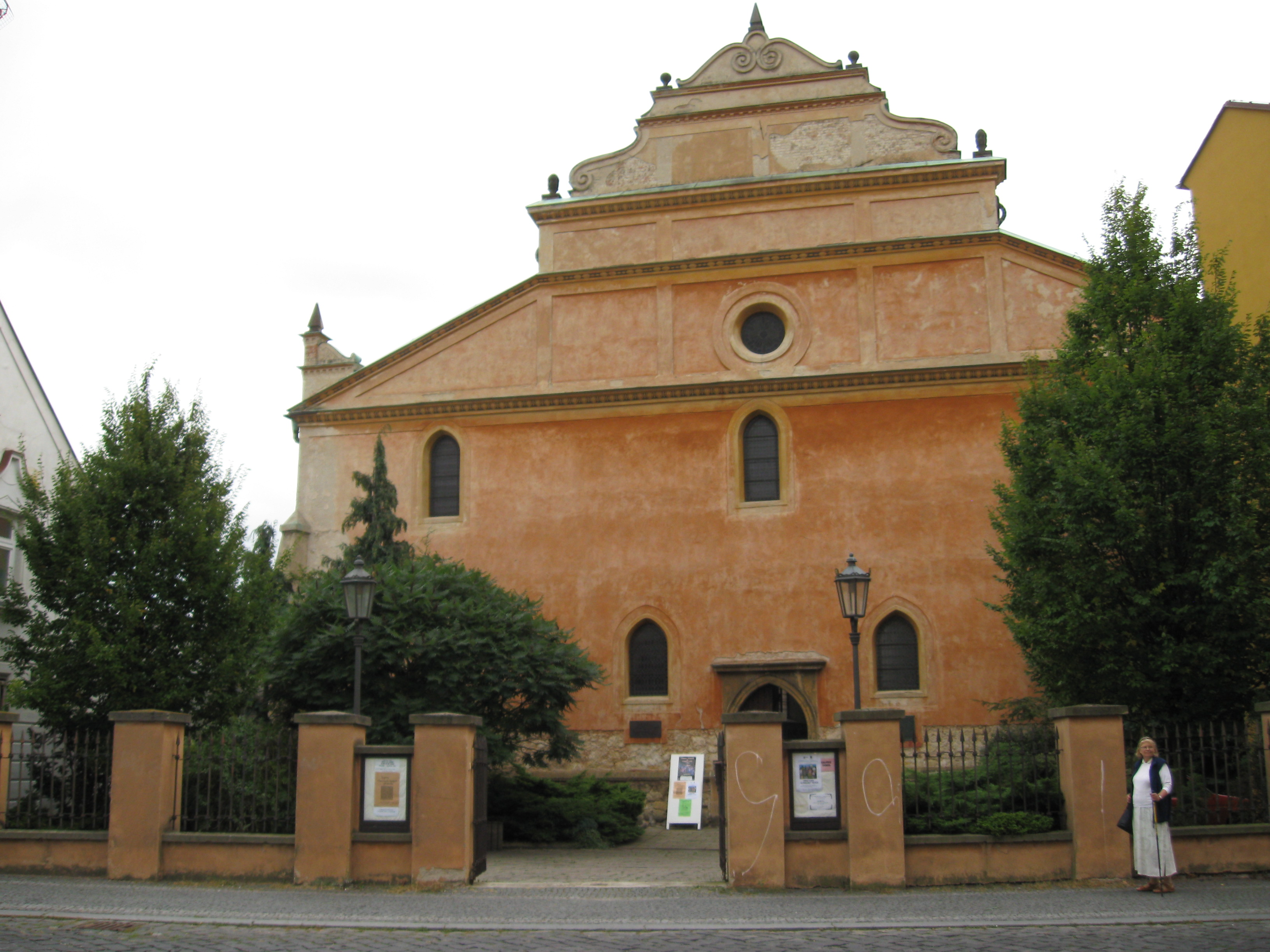
Iglesia de la Unidad de los Hermanos en Mladá Boleslav.
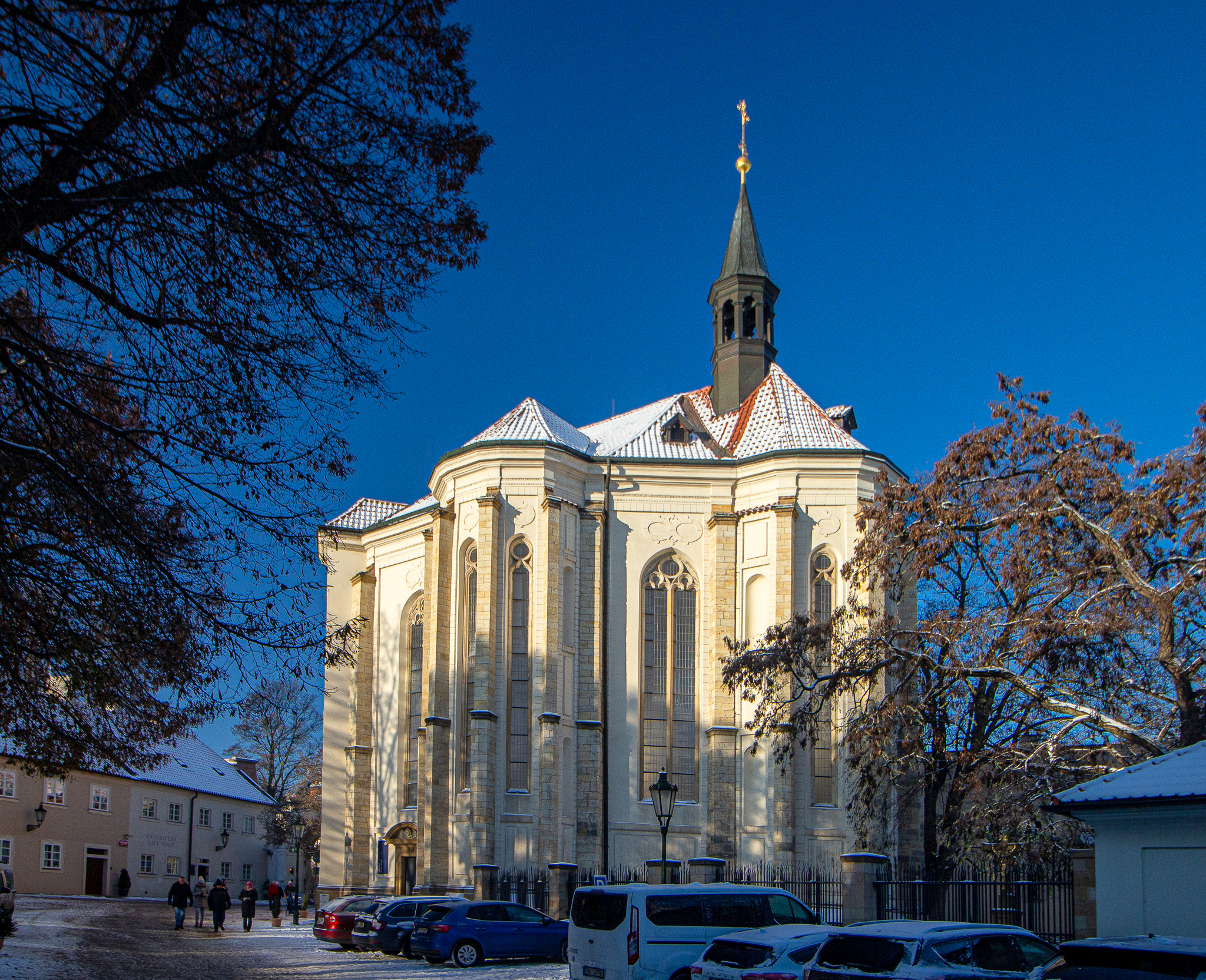
Iglesia de San Roque en Praga.
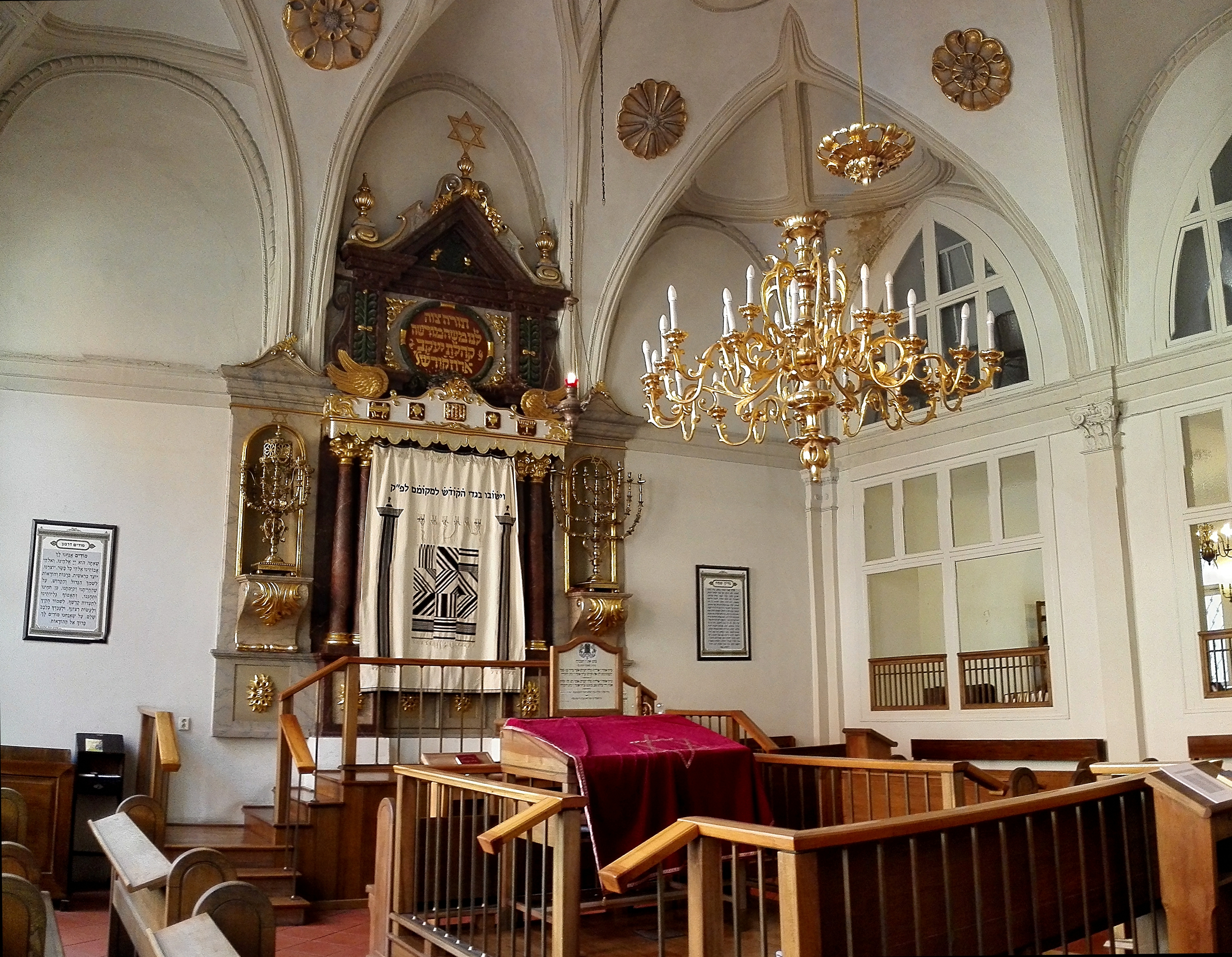
Interior de la sinagoga Alta en Praga.
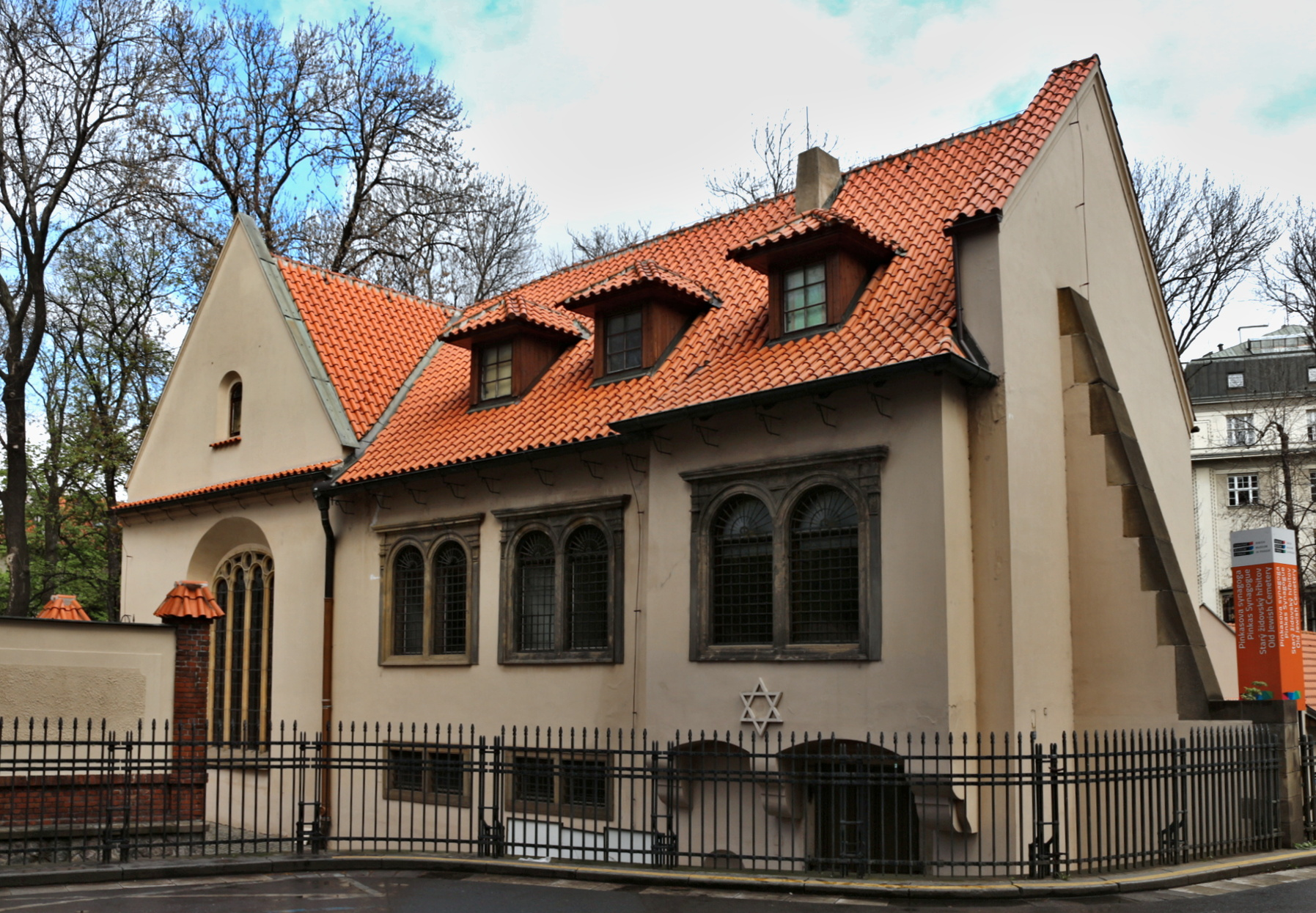
Sinagoga Pinkas en Praga
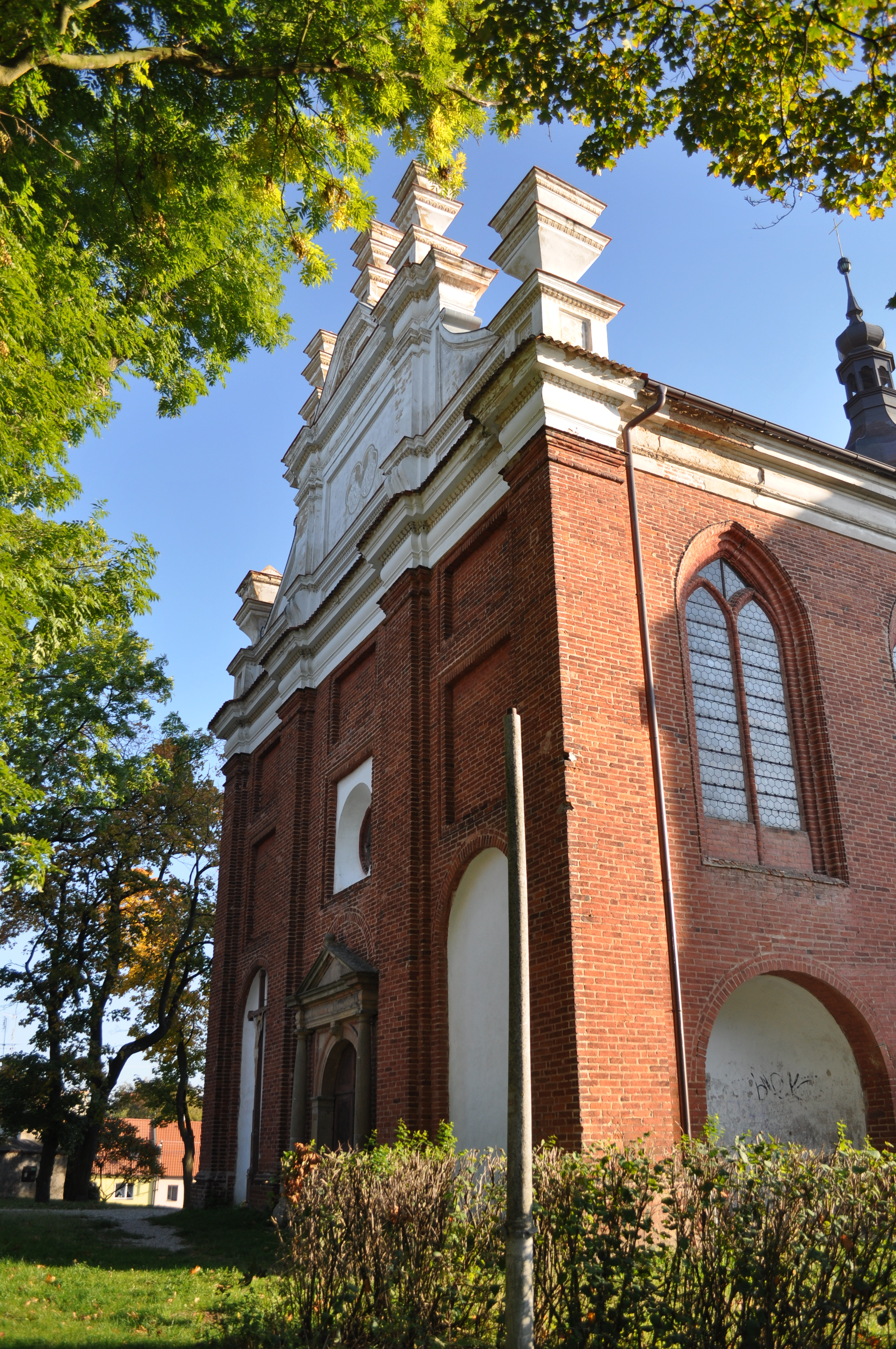
Iglesia de los Santos Pedro y Pablo en Kralovice.
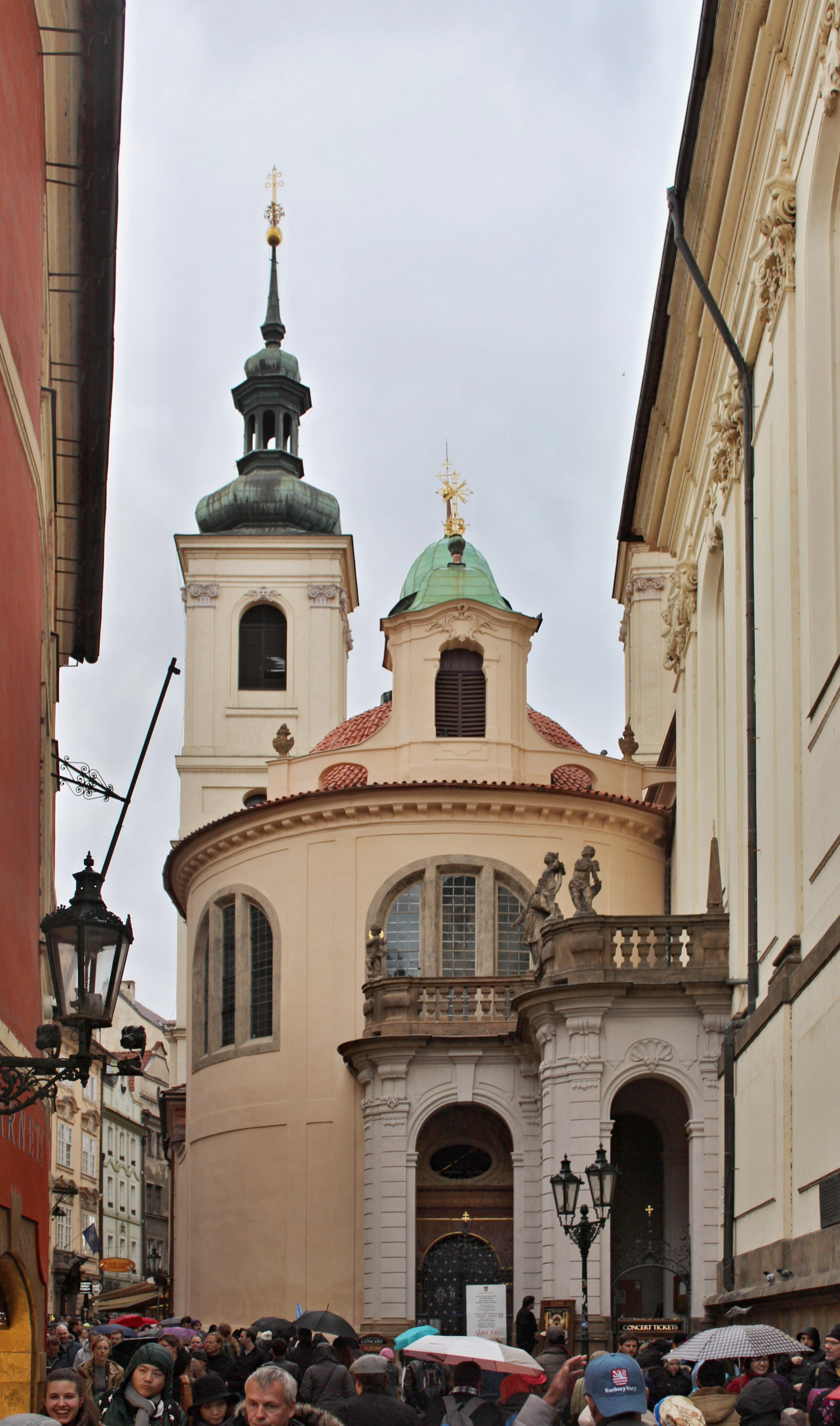
Capilla Italiana en el Clementinum hacia 1590.

Durante el siglo XVI se construyeron tres nuevas sinagogas en Praga. Las partes más antiguas de la sinagoga Pinkas contienen elementos del gótico tardío —bóvedas de crucería, tracería—. La sinagoga Maisel perdió su aspecto renacentista pero la sinagoga Alta se ha conservado muy bien. Detrás de su fachada muy sencilla con tres ventanas, hay un interior renacentista muy valioso.
La capilla Italiana consagrada a la Asunción de María, contigua al antiguo colegio jesuita llamado Clementinum construida entre 1590-1600 para los italianos residentes en Praga y diseñada por el arquitecto italiano O. Mascarino, es muy importante para el desarrollo de la arquitectura sagrada en Bohemia porque es uno de los primeros edificios religiosos checos que no utiliza ningún elemento gótico. Tiene una planta elíptica, por lo que a veces se considera una de las primeras formas arquitectónicas barrocas de Bohemia.